# Biserica de lemn din Zoreni

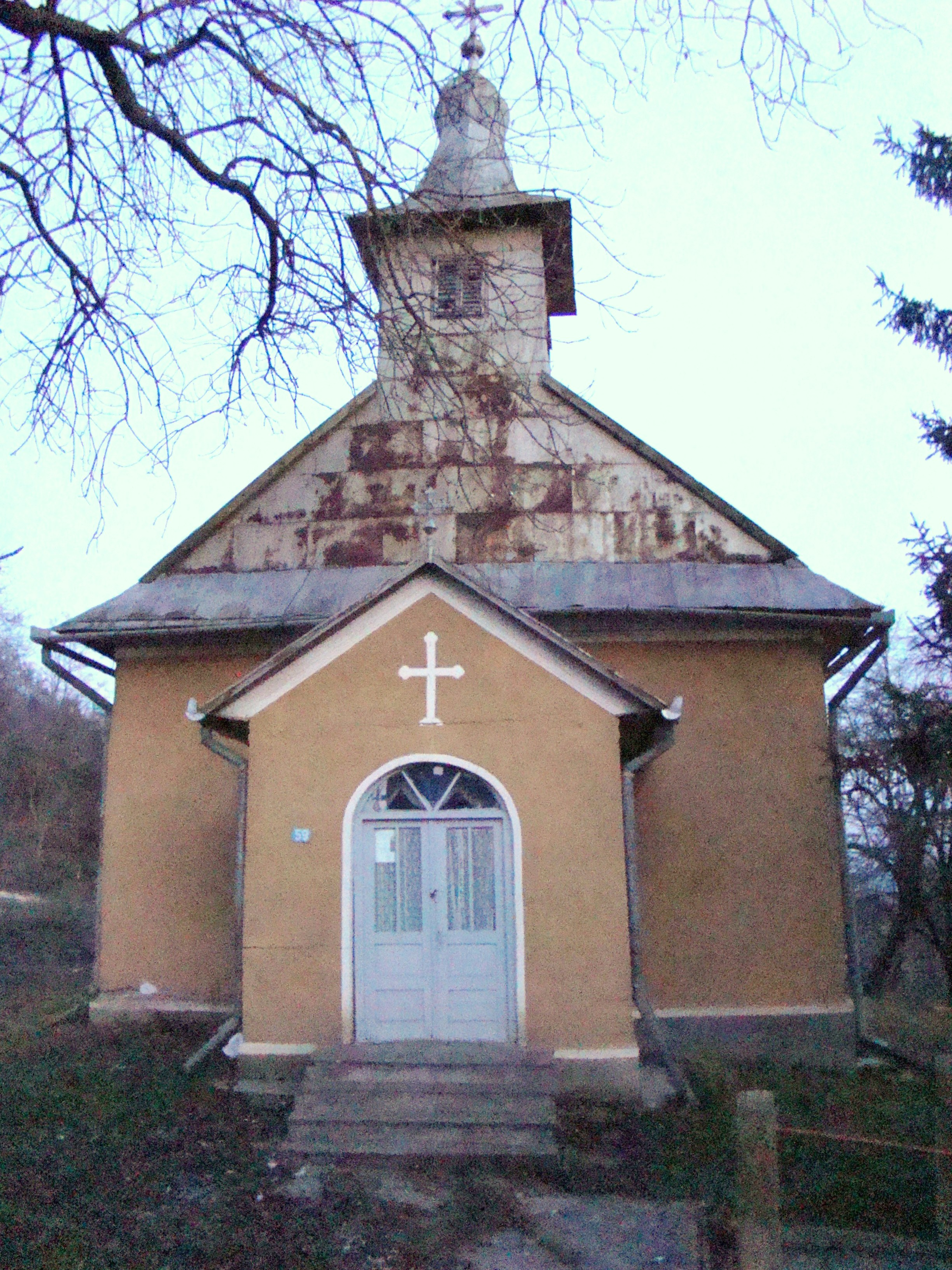
Biserica de lemn „Sfinţii Arhangheli” din Zoreni, comuna Sânmihaiu de Câmpie, județul Bistrița-Năsăud, foto: decembrie 2009.

Biserica de lemn din Zoreni, comuna Sânmihaiu de Câmpie, județul Bistrița-Năsăud a fost ridicată la începutul secolului trecut (sfințită în 1910). Lăcașul are hramul „Sfinții Arhangheli Mihail și Gavril” și nu figurează pe noua listă a monumentelor istorice. Biserica are o structură de rezistență destul de precară, în ea nu se mai slujește, pentru nevoile comunității fiind ridicată o biserică nouă prin eforturile preotului paroh Pop Alexandru. Biserica nouă a fost terminată în anul 2008 și are hramul „Nașterea Maicii Domnului”.

## Imagini din interior

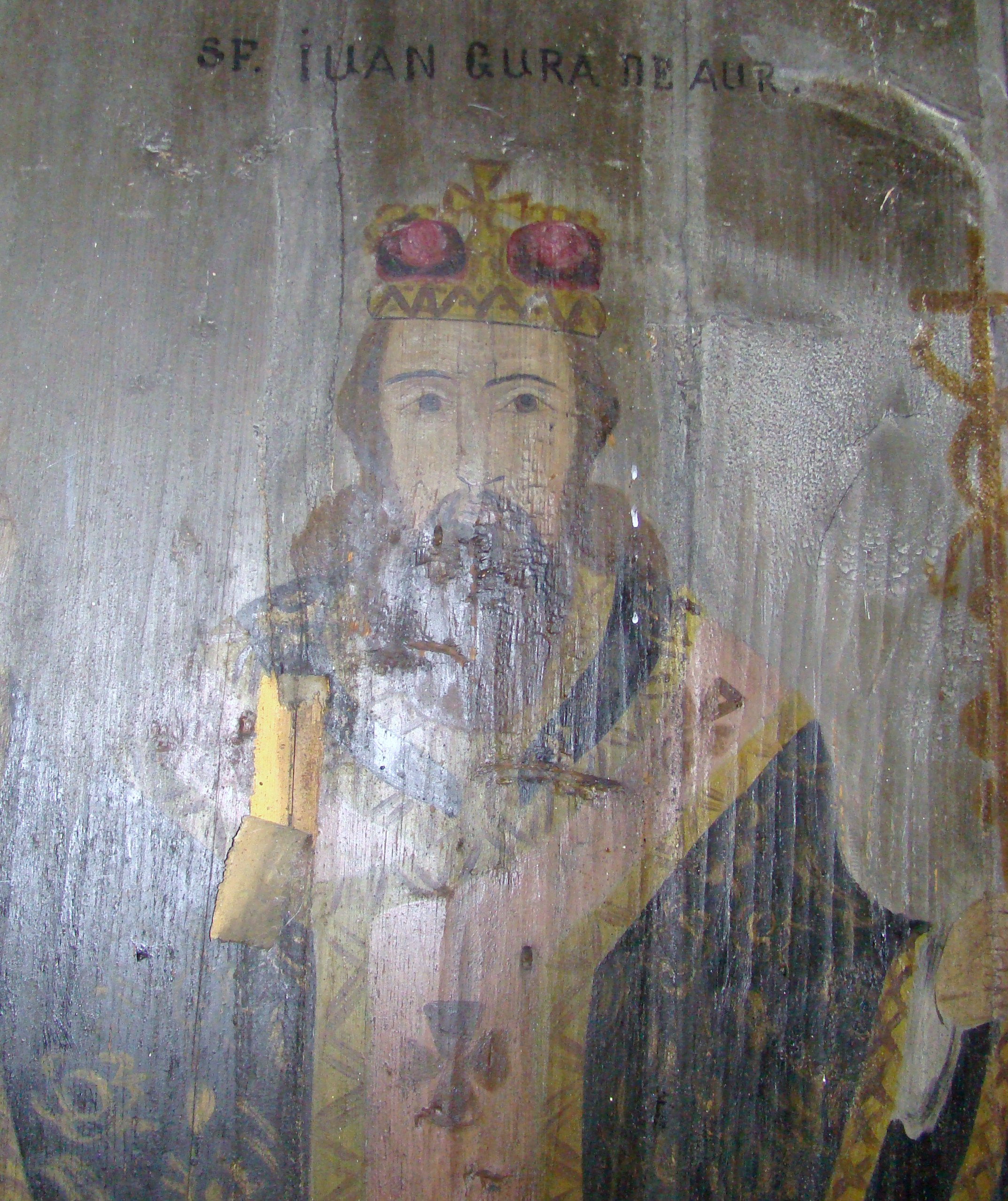
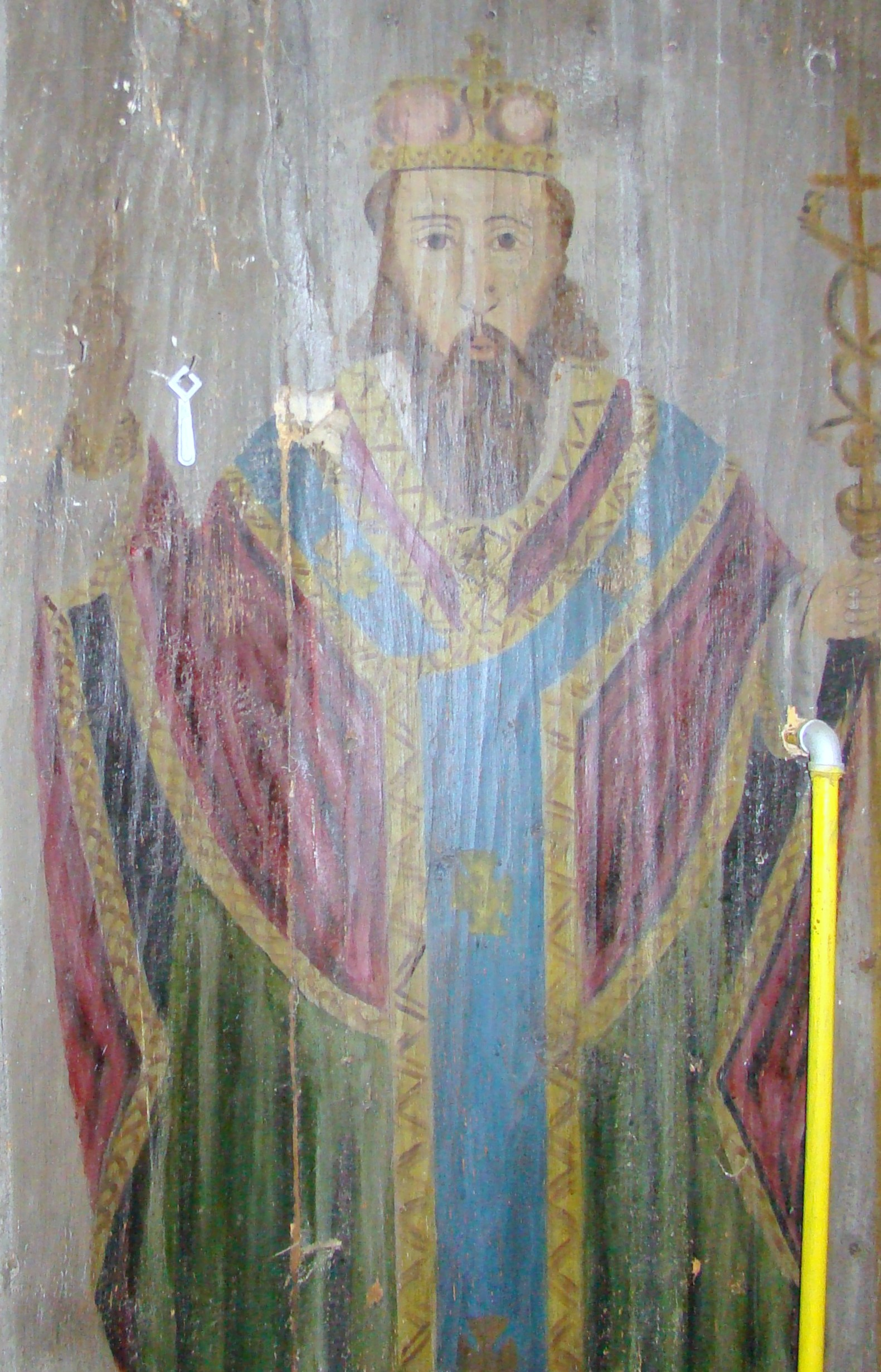
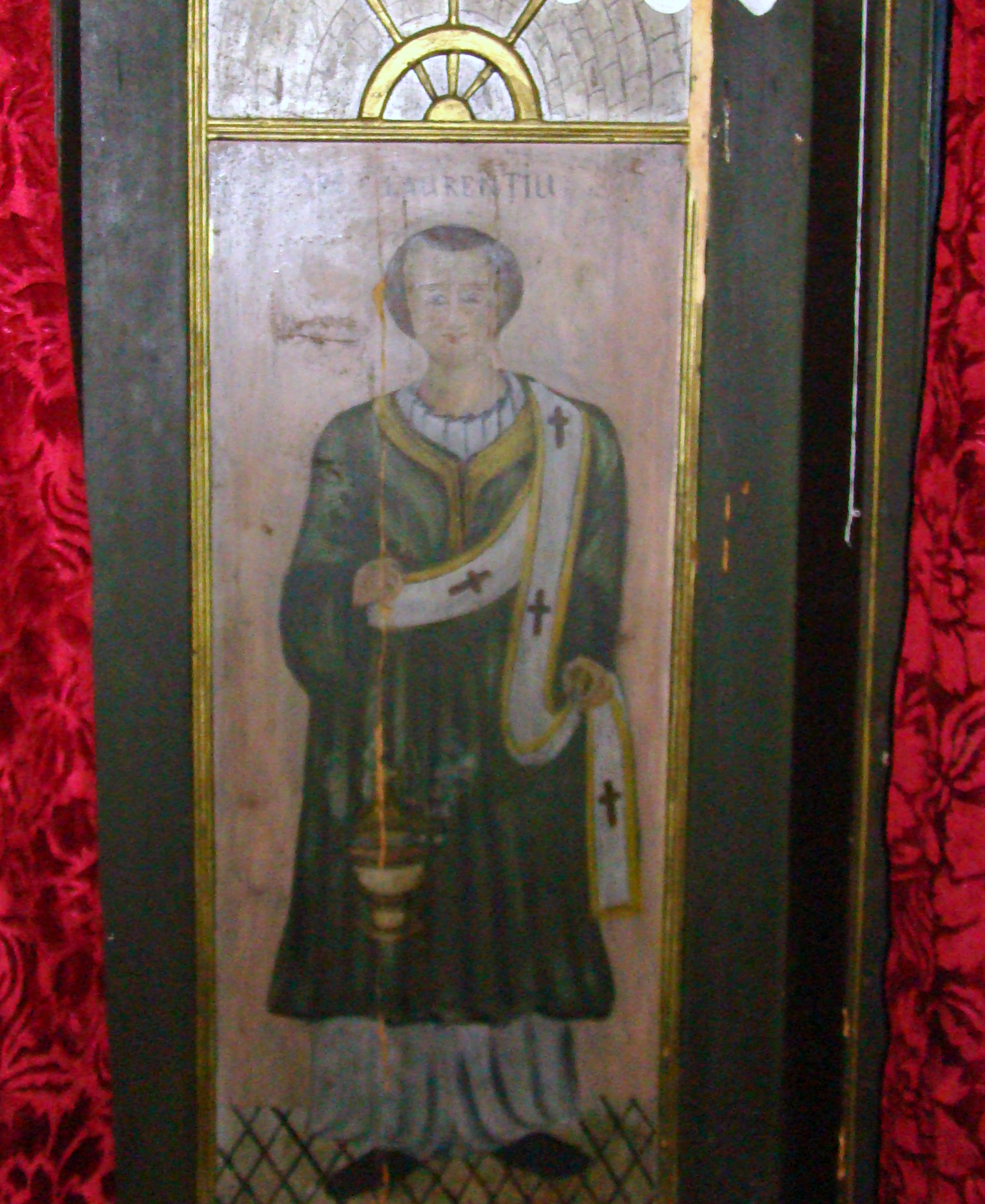
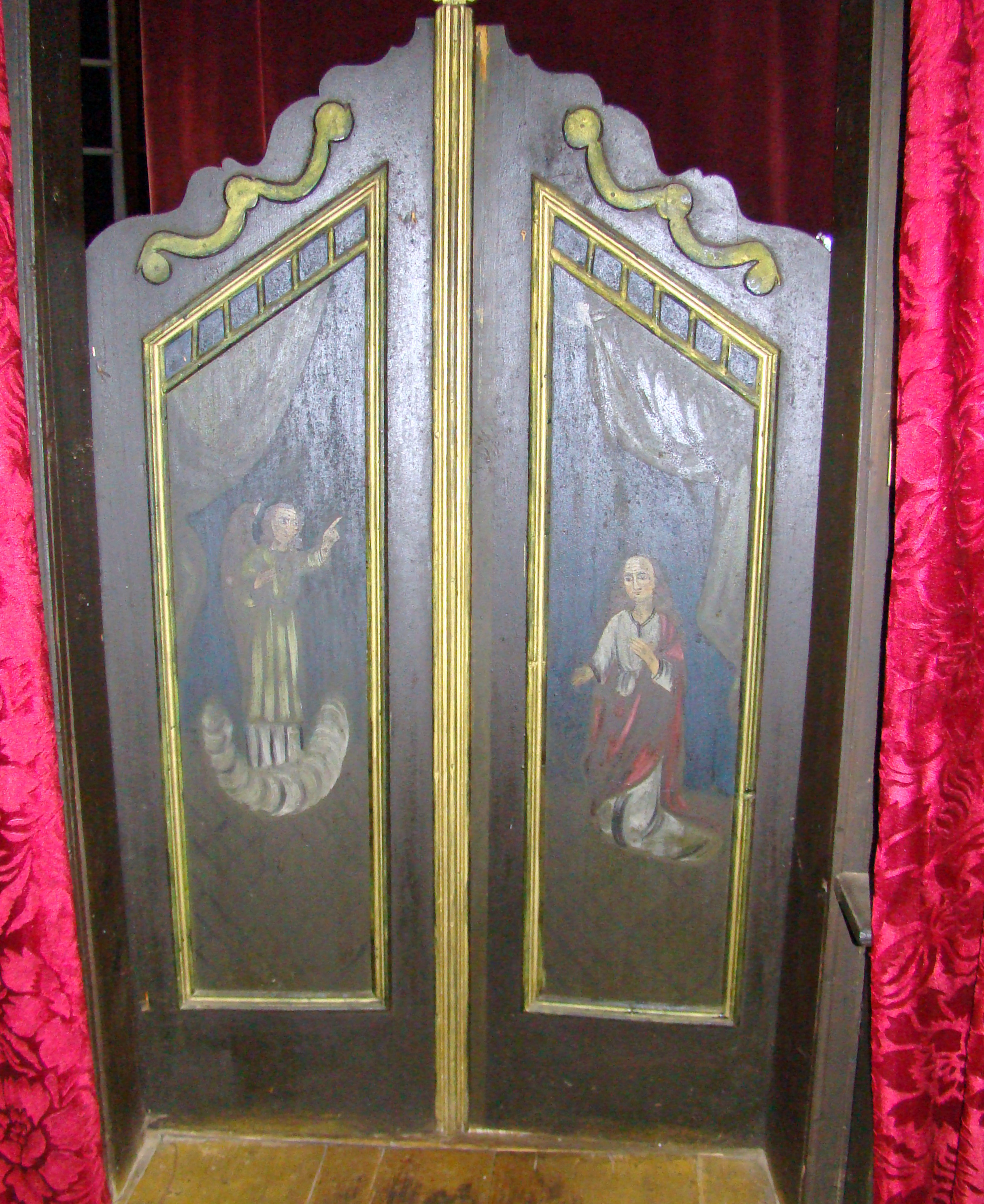
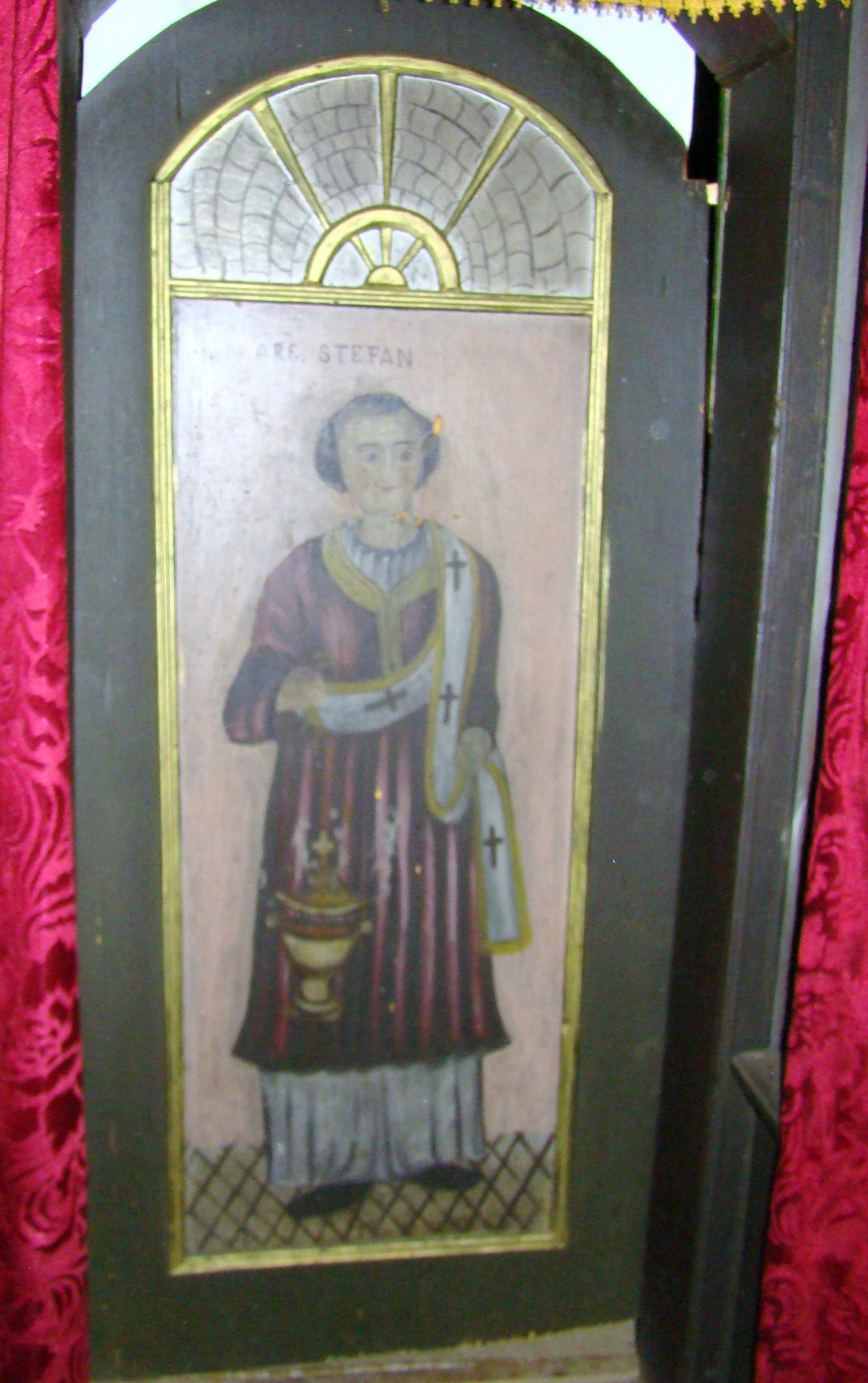
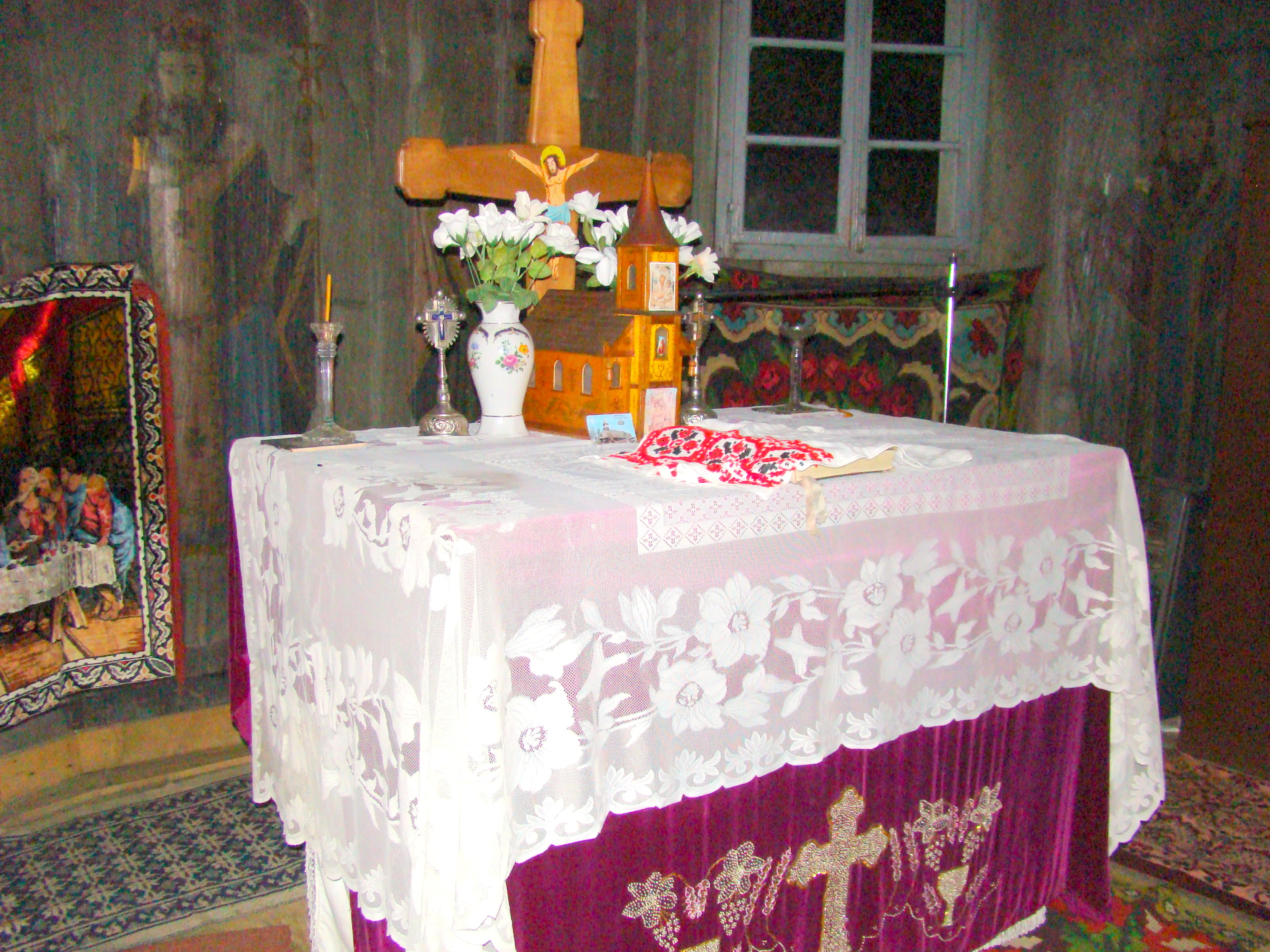
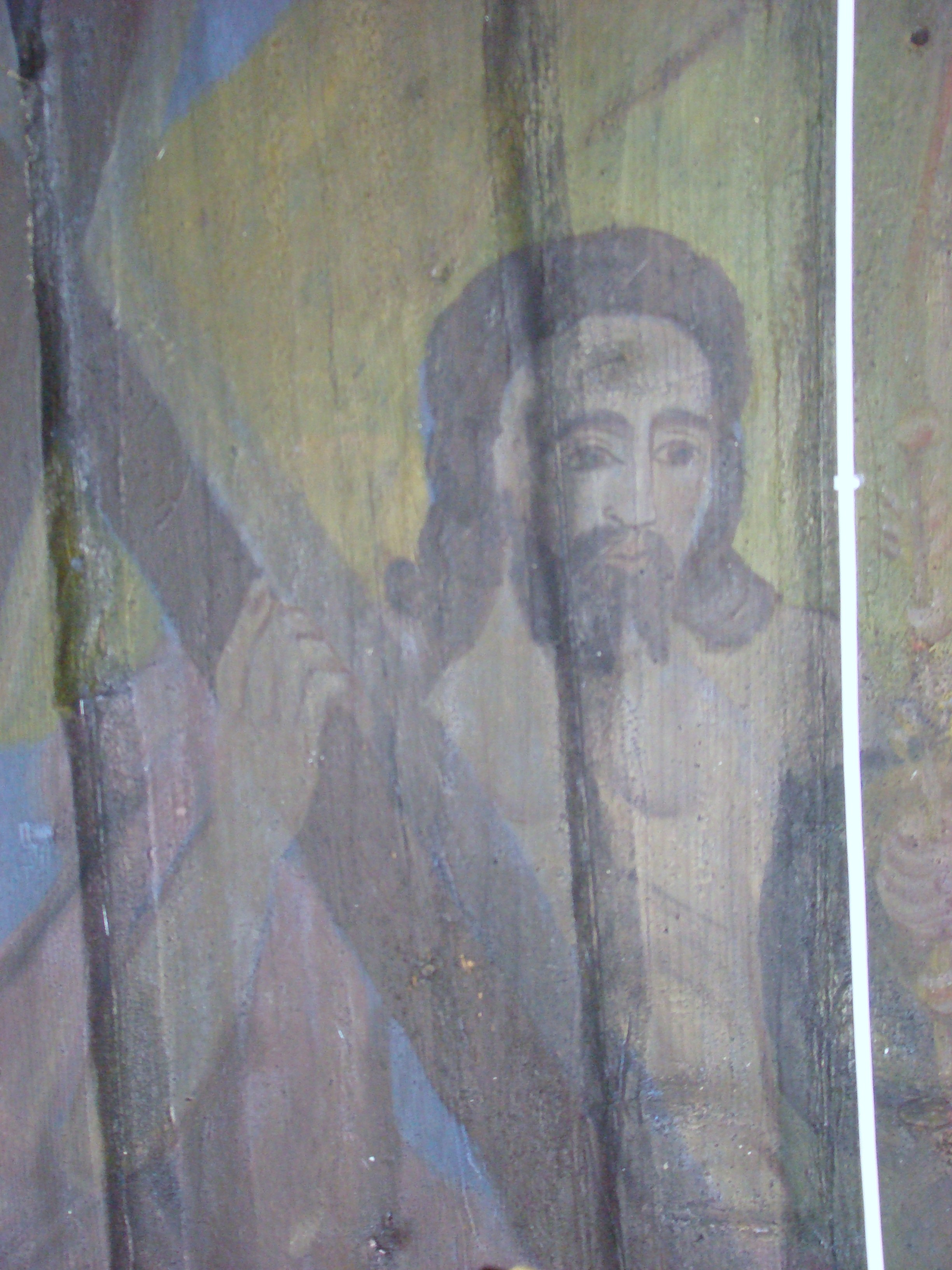
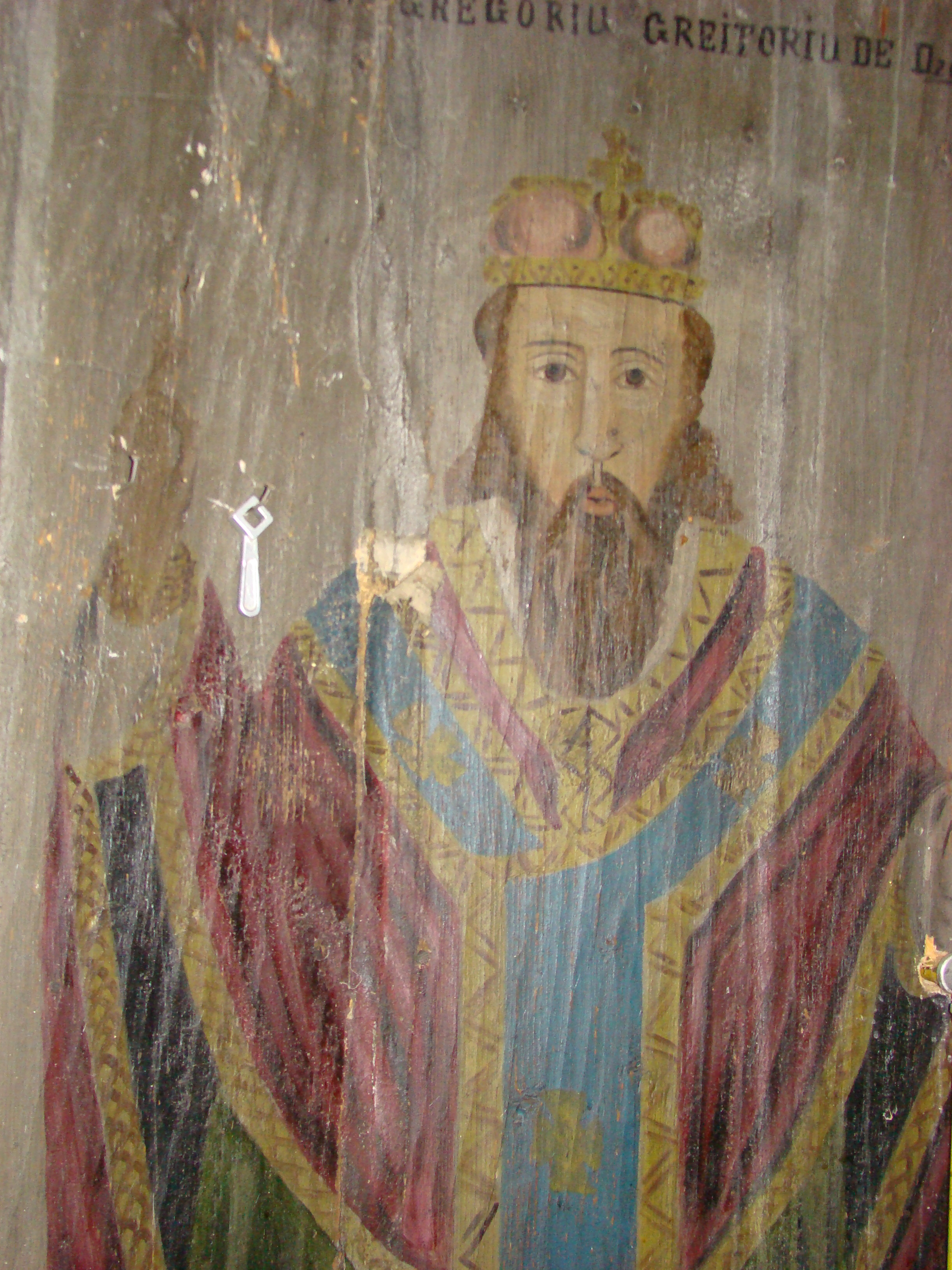
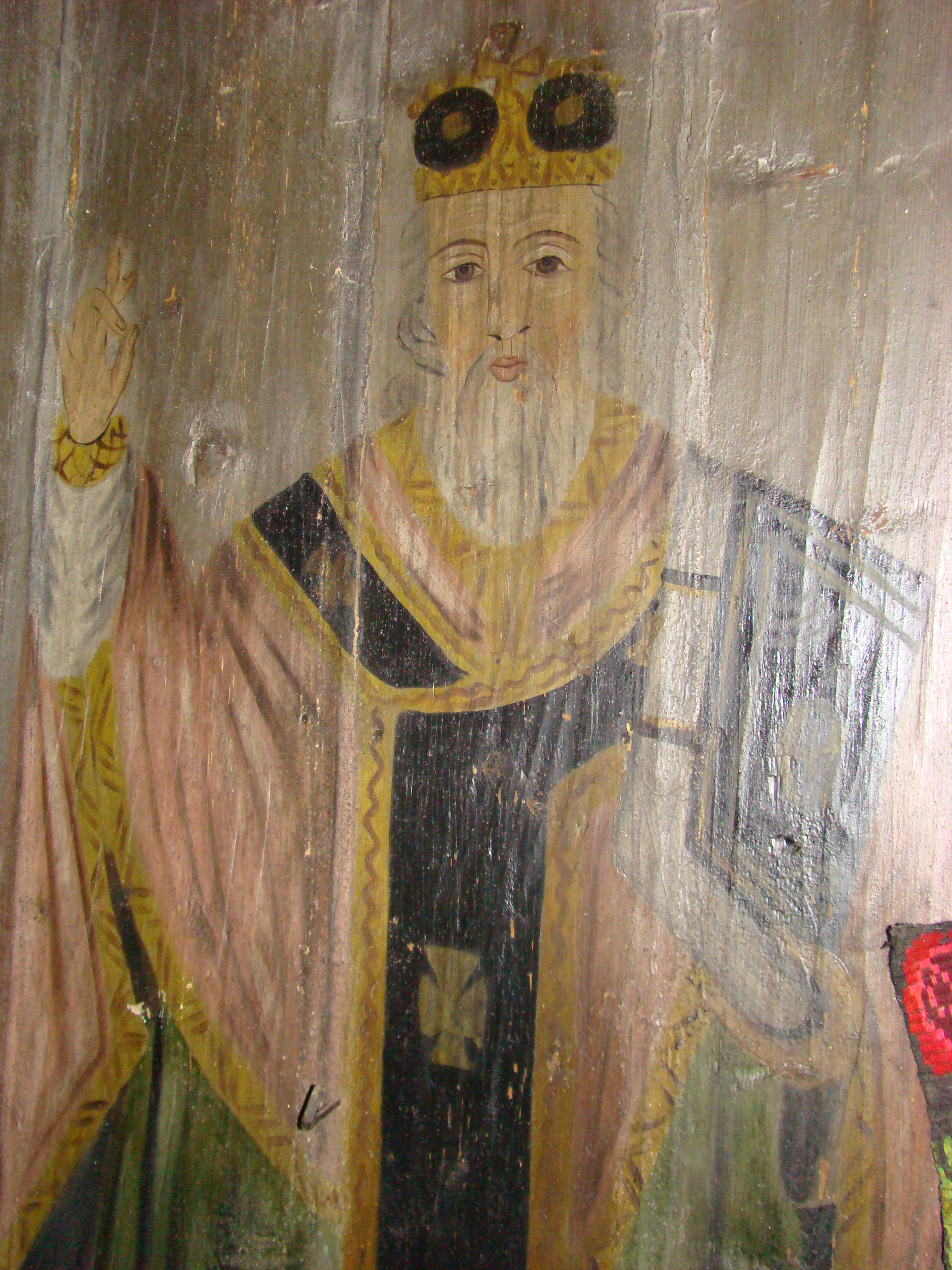
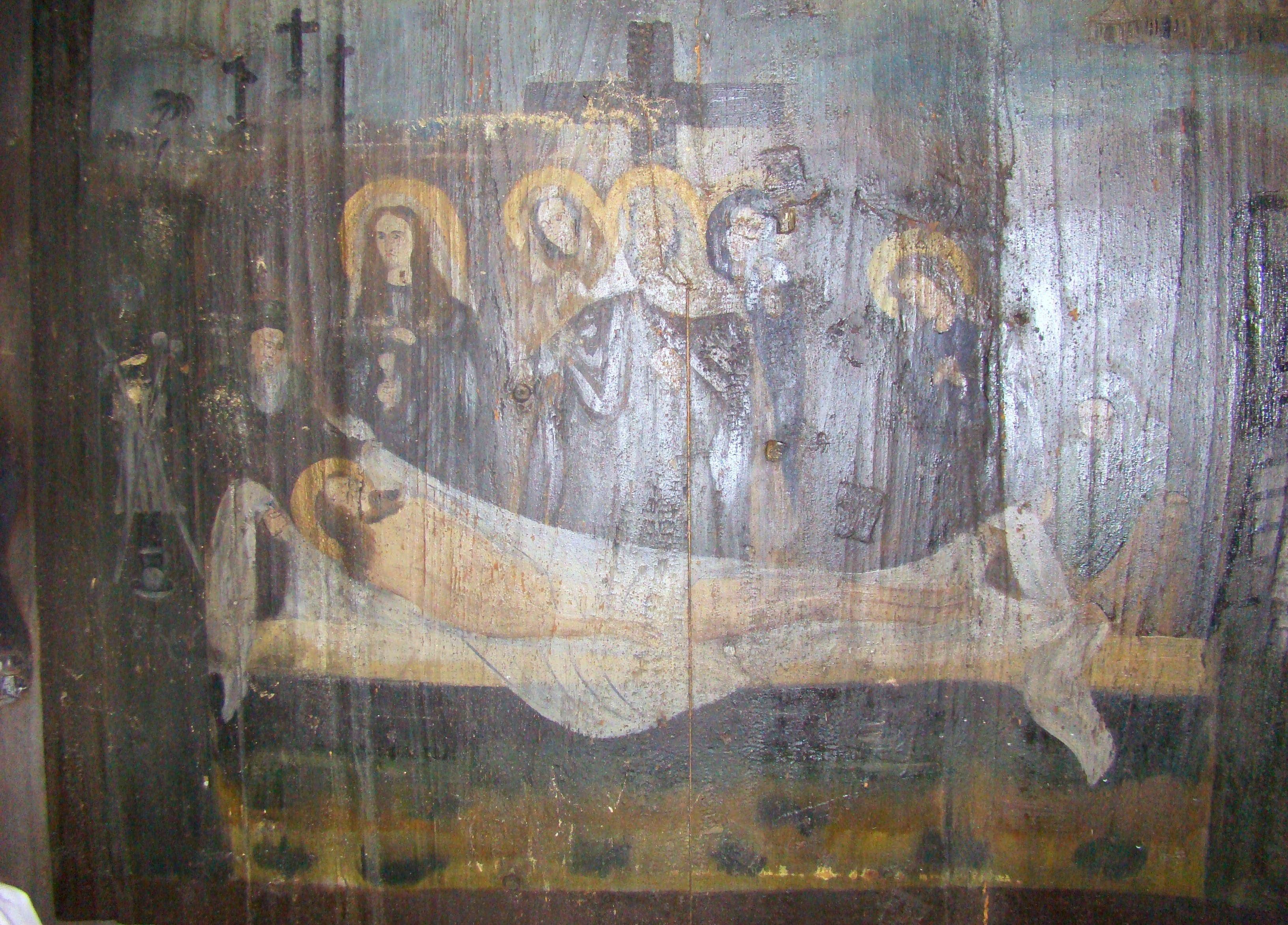
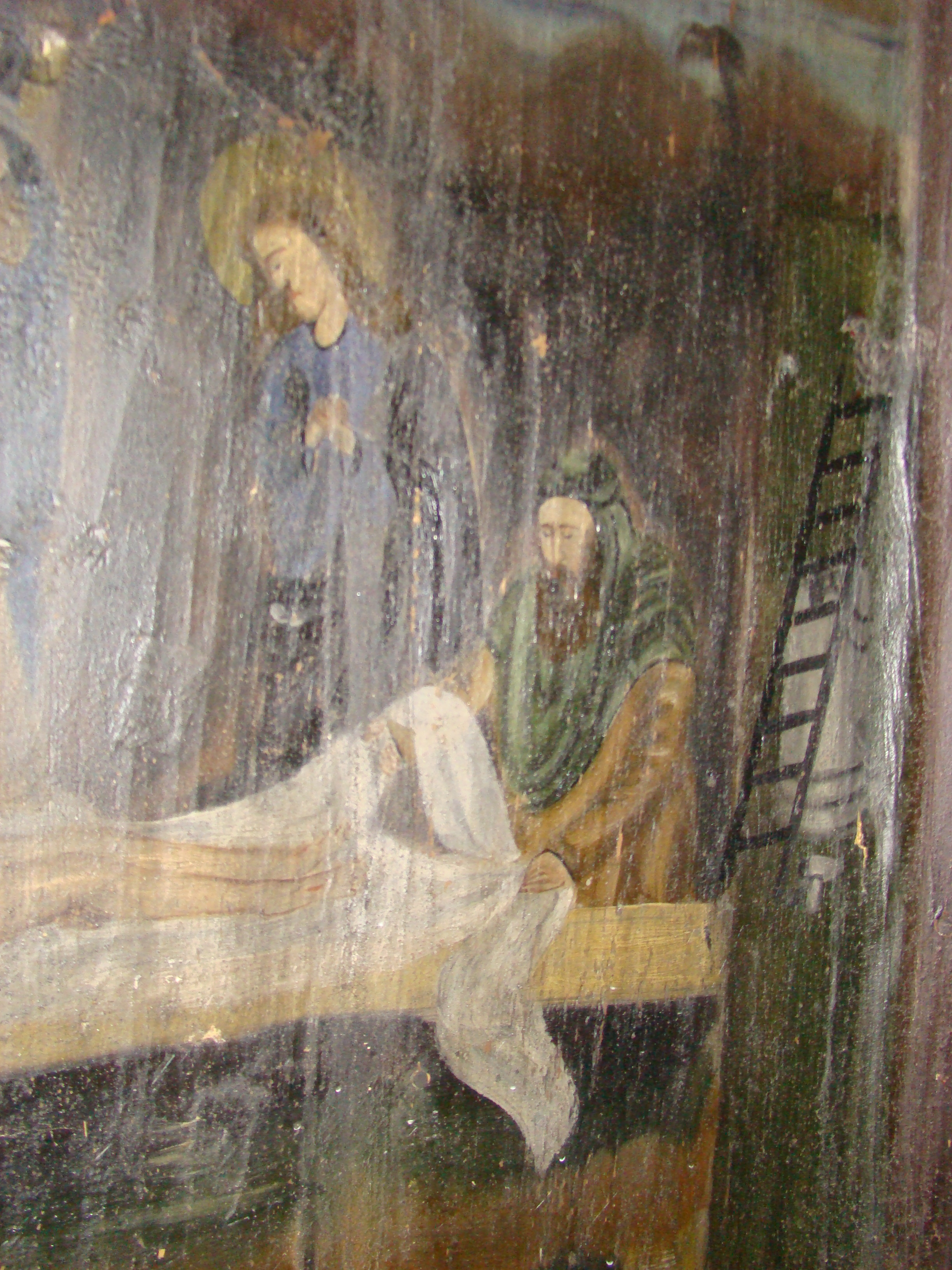
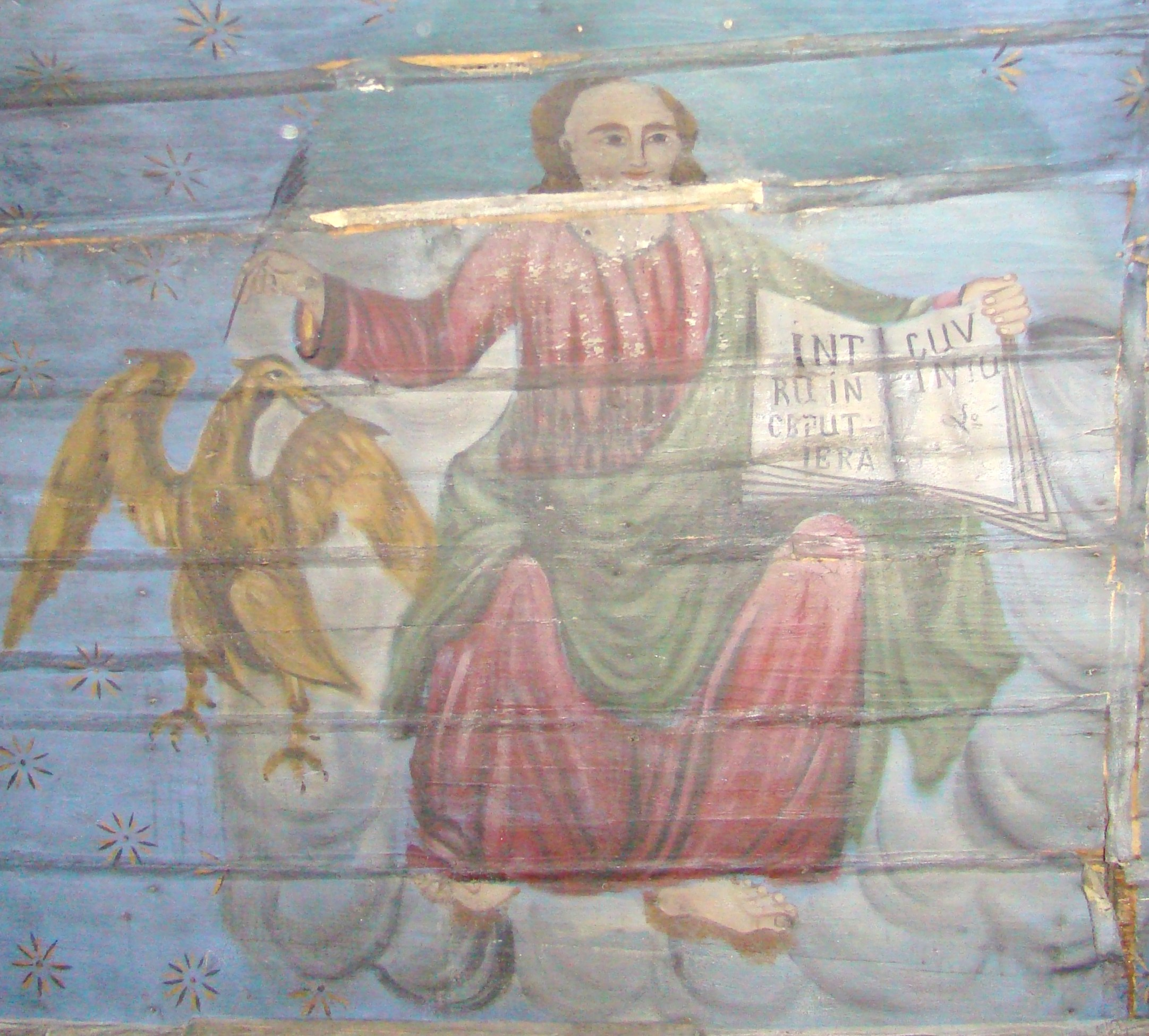
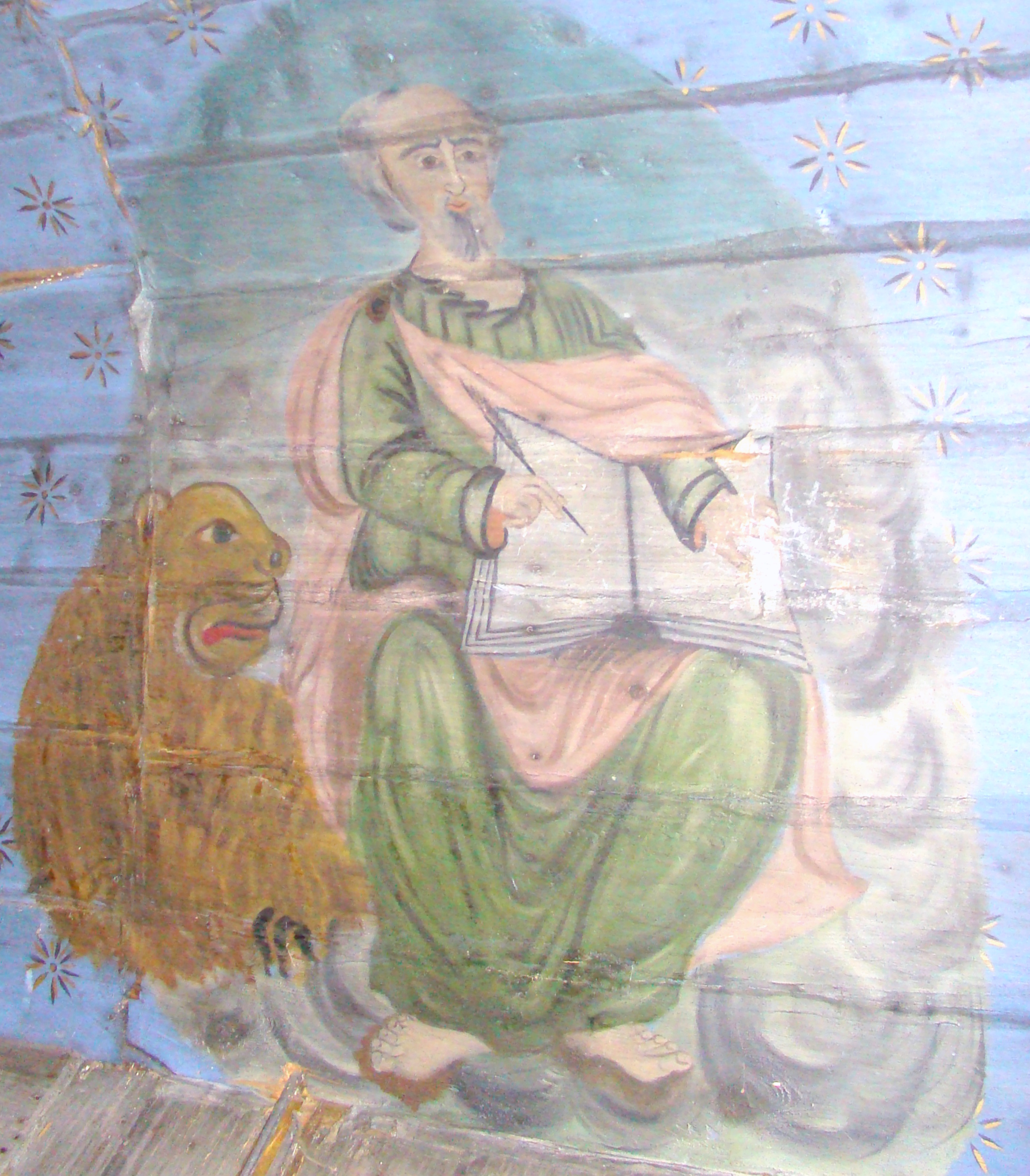
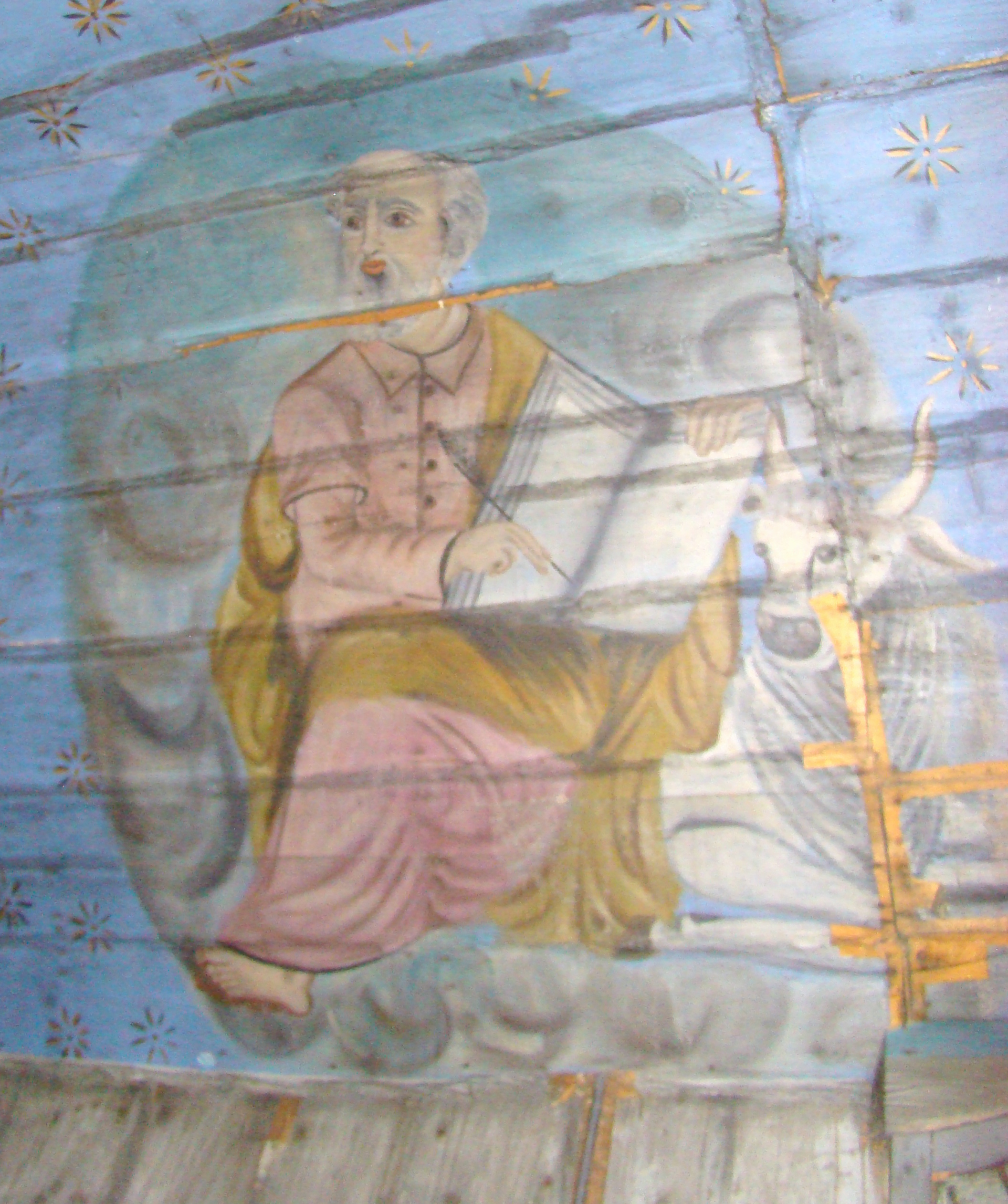
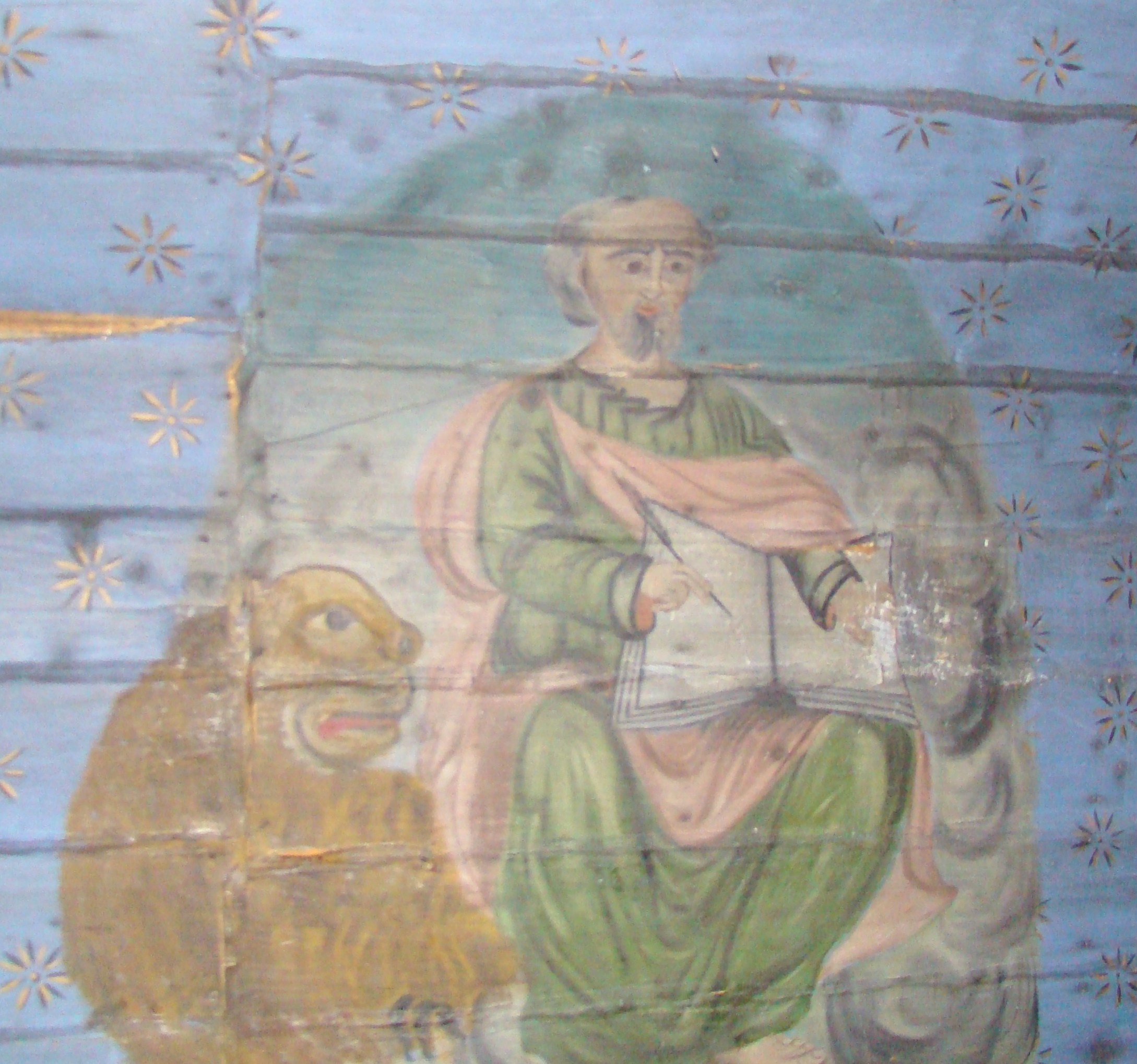
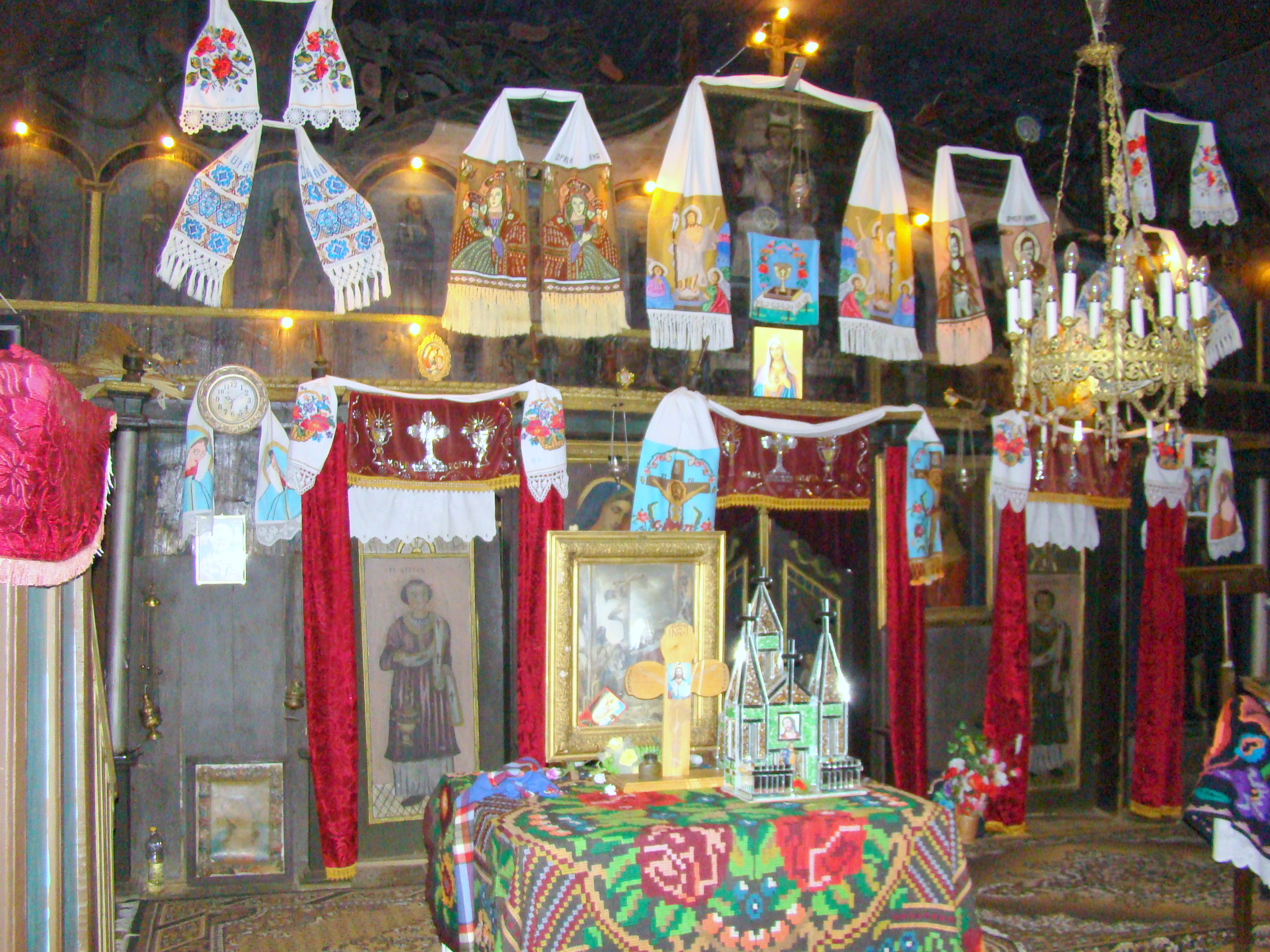
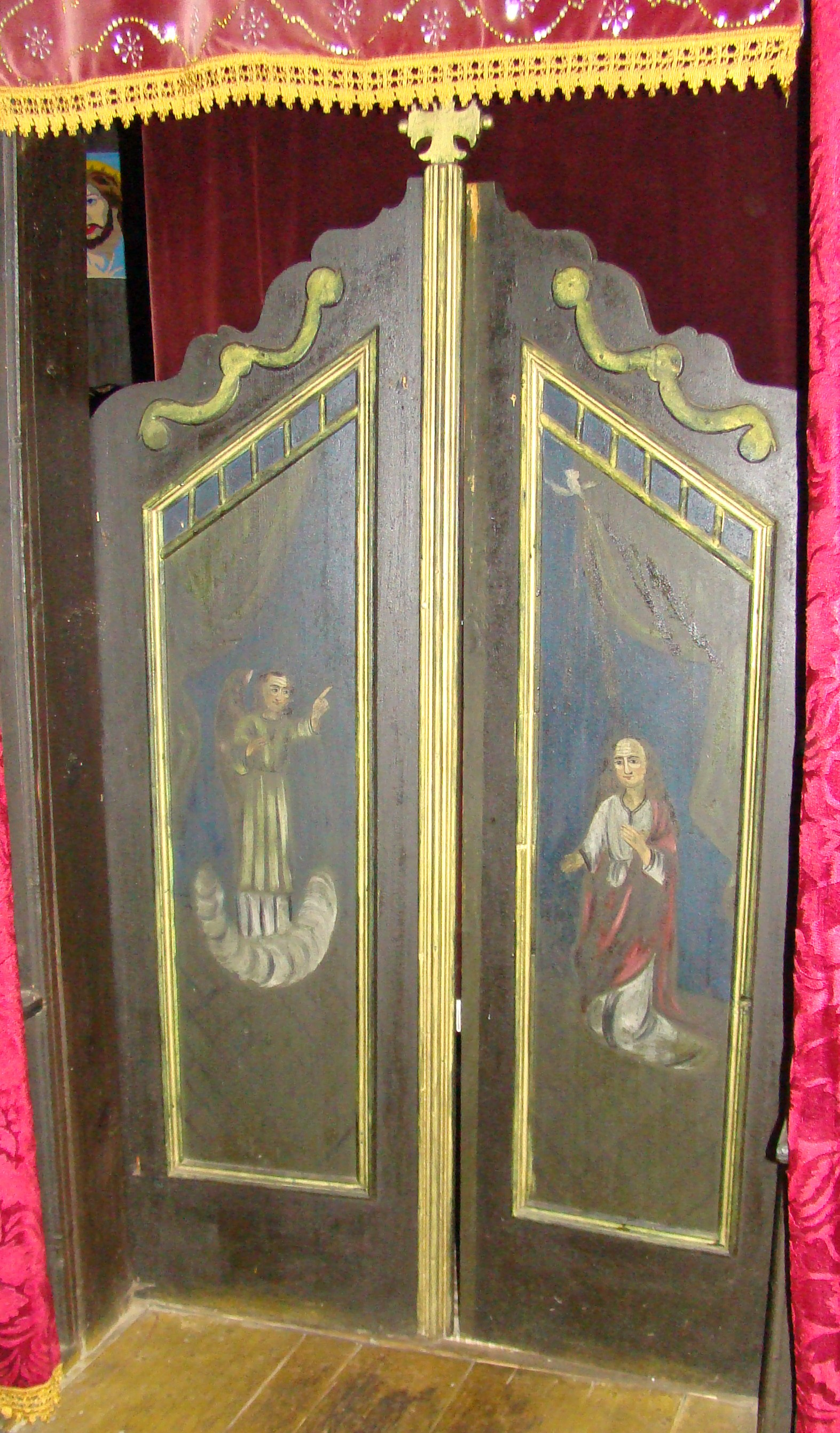
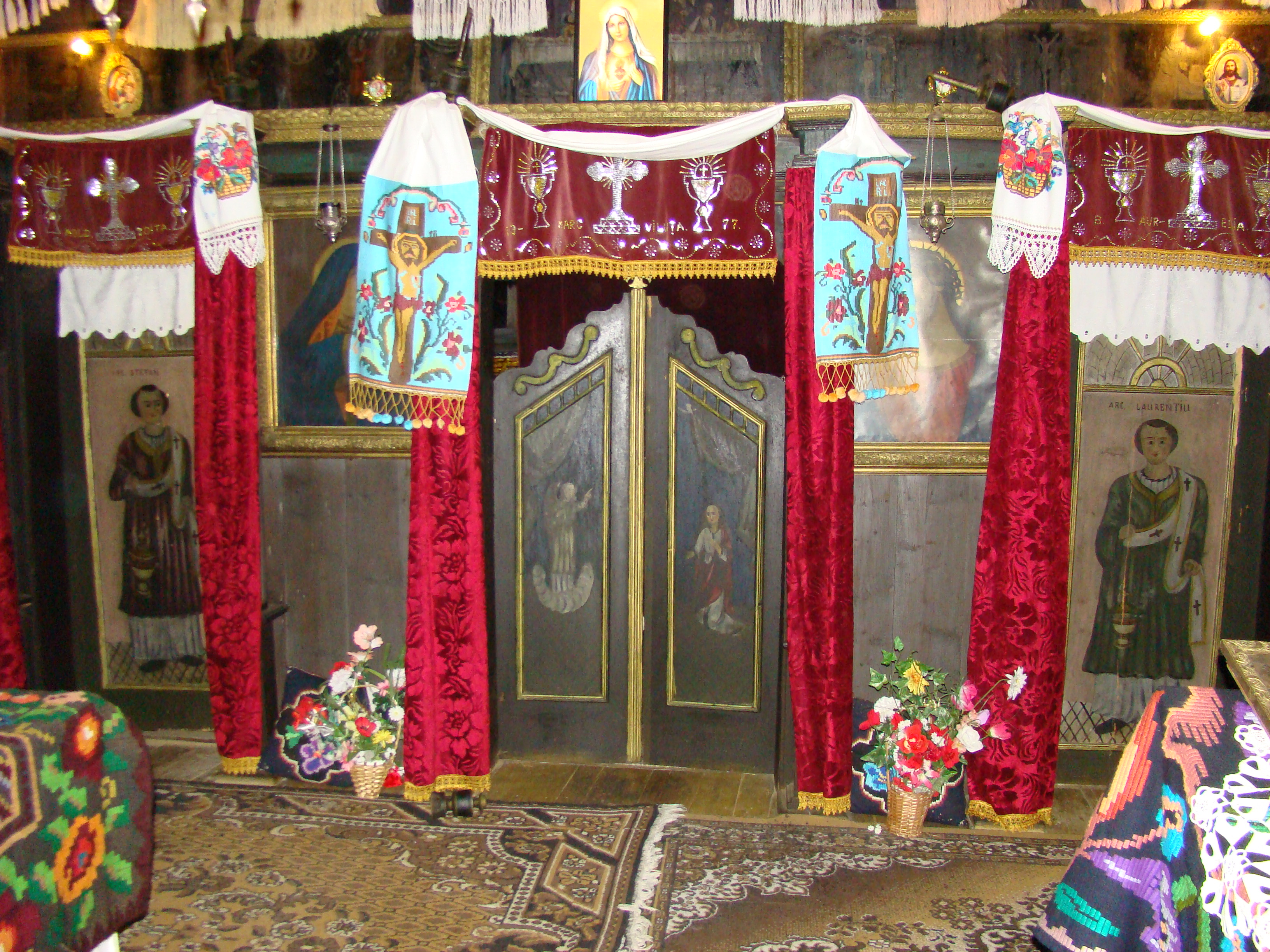
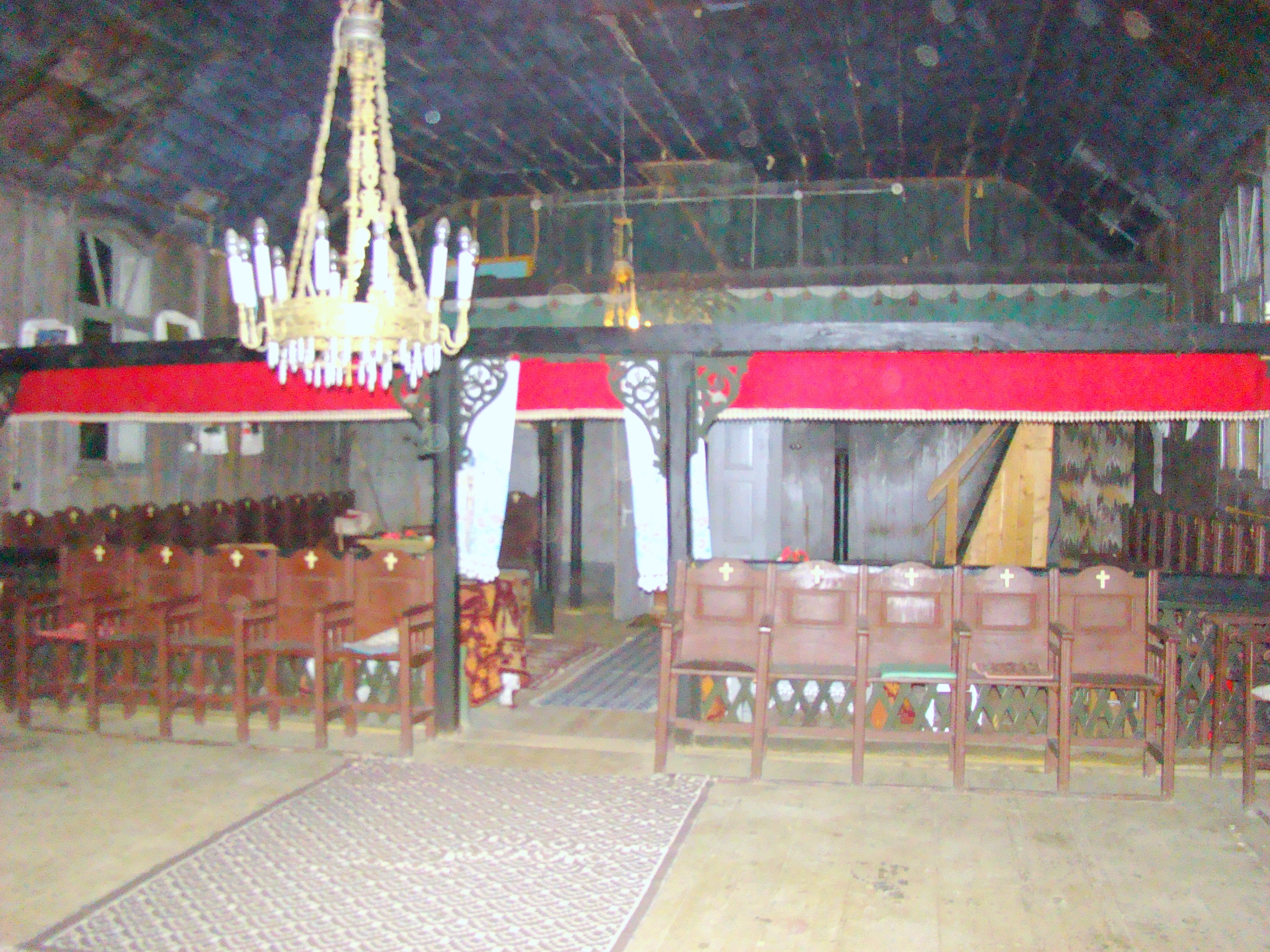
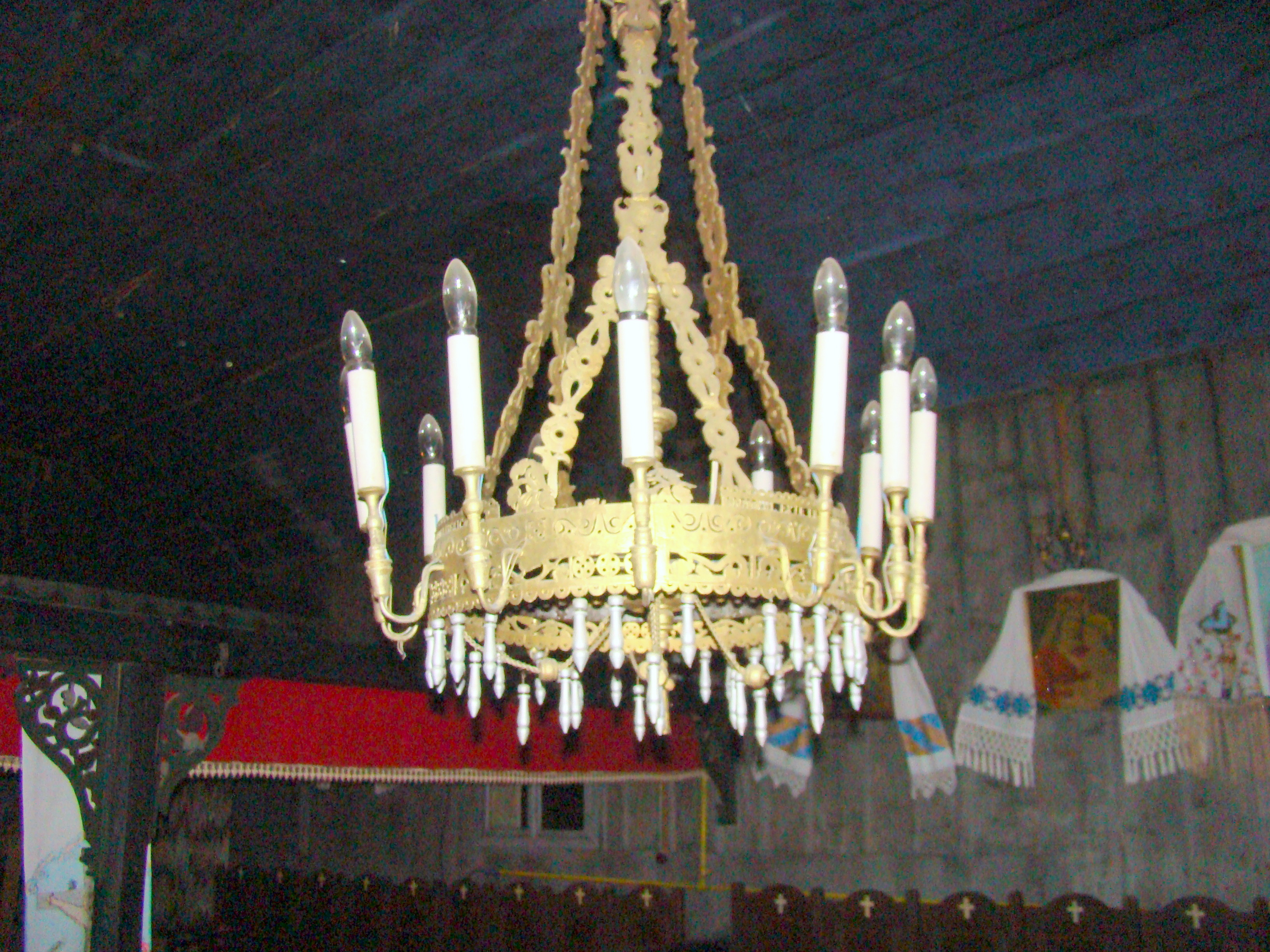
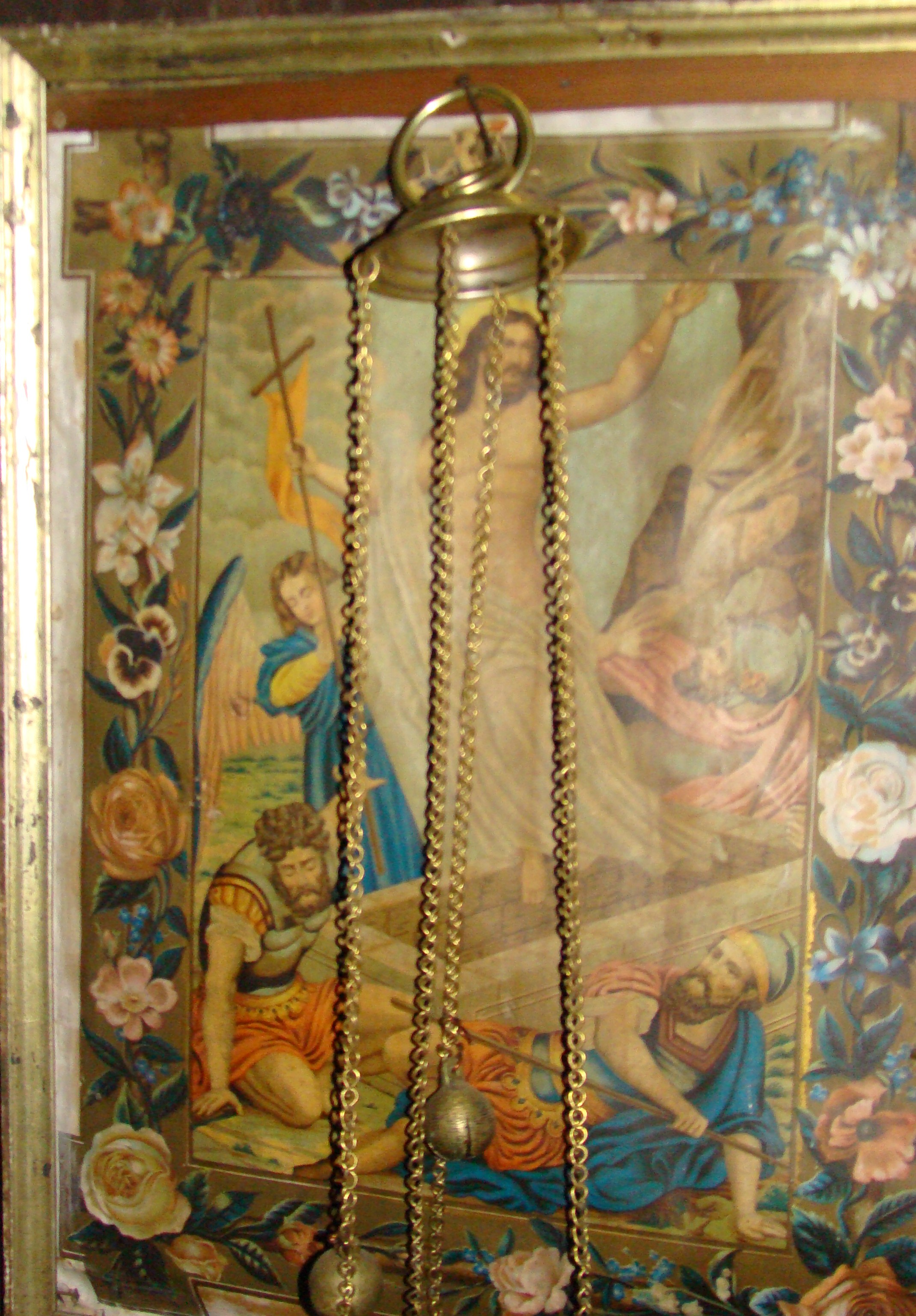
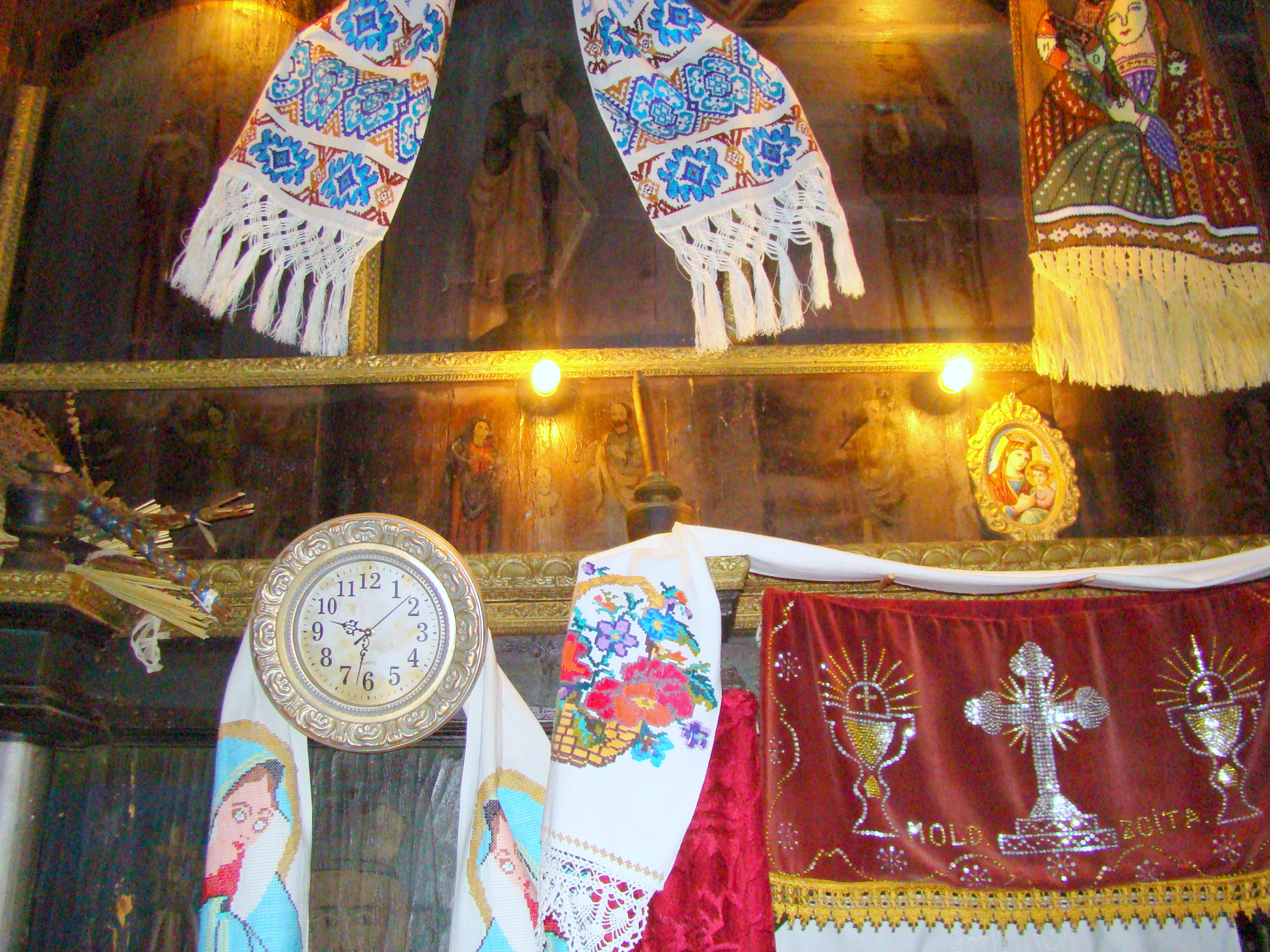
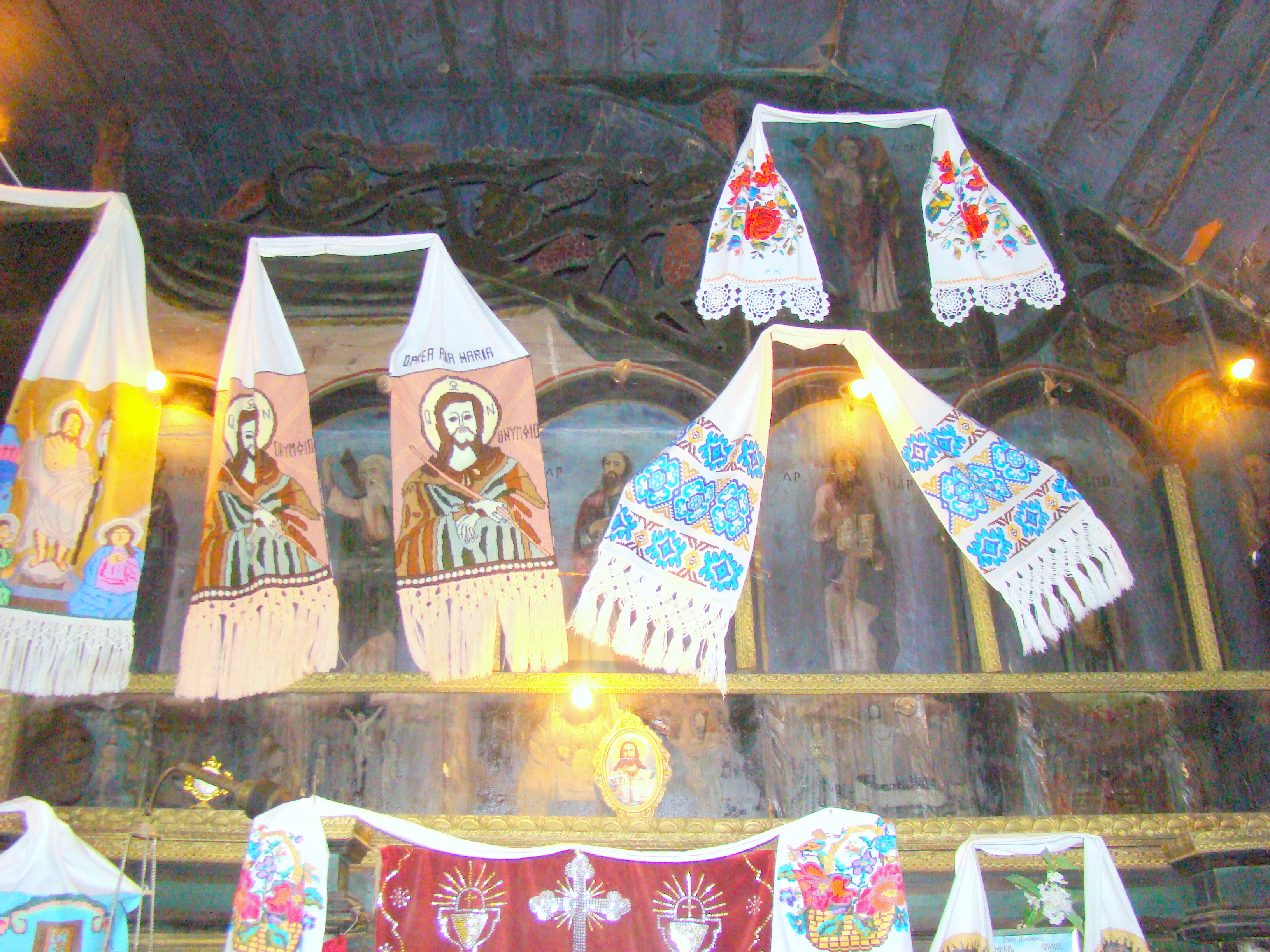
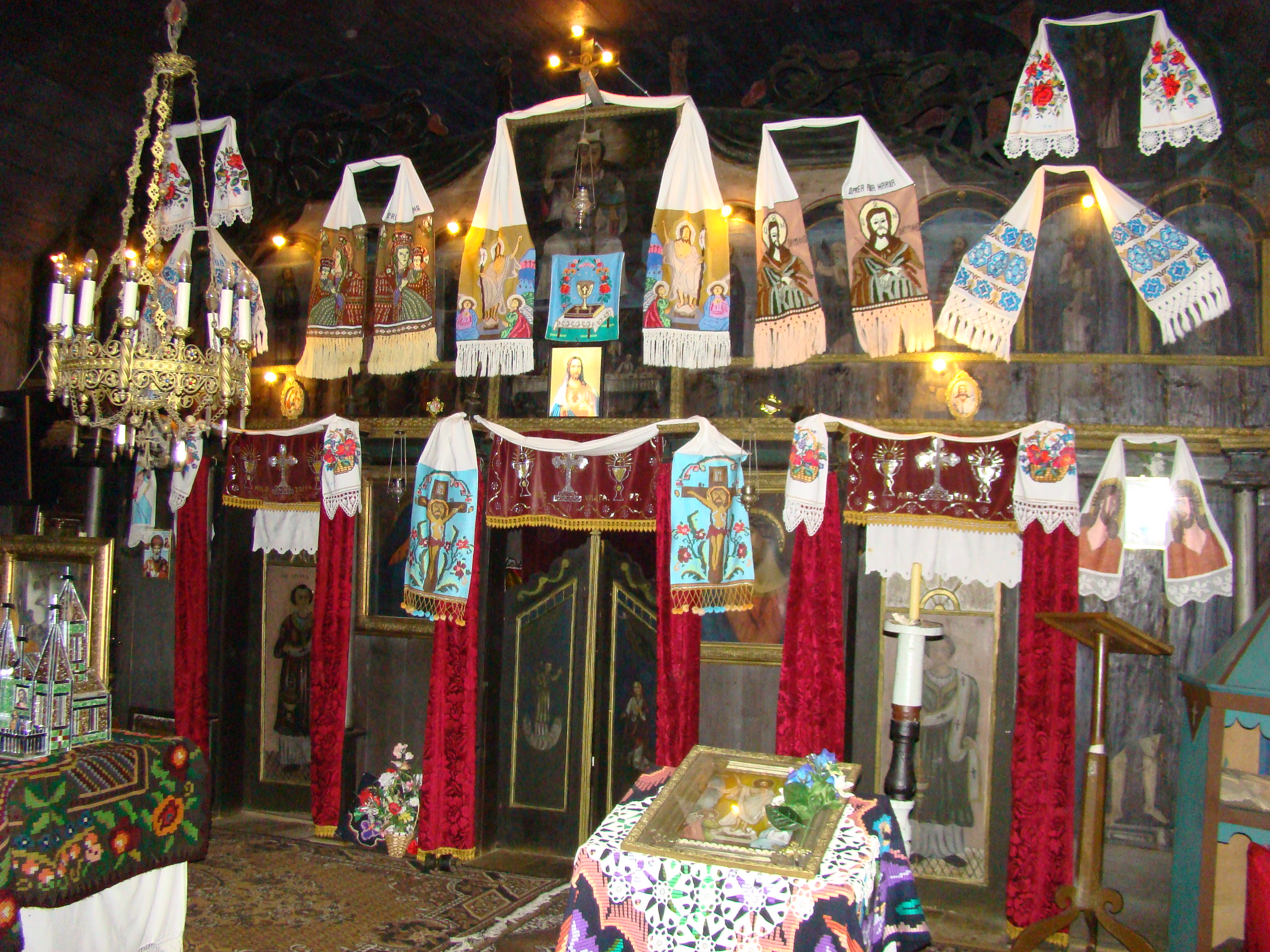
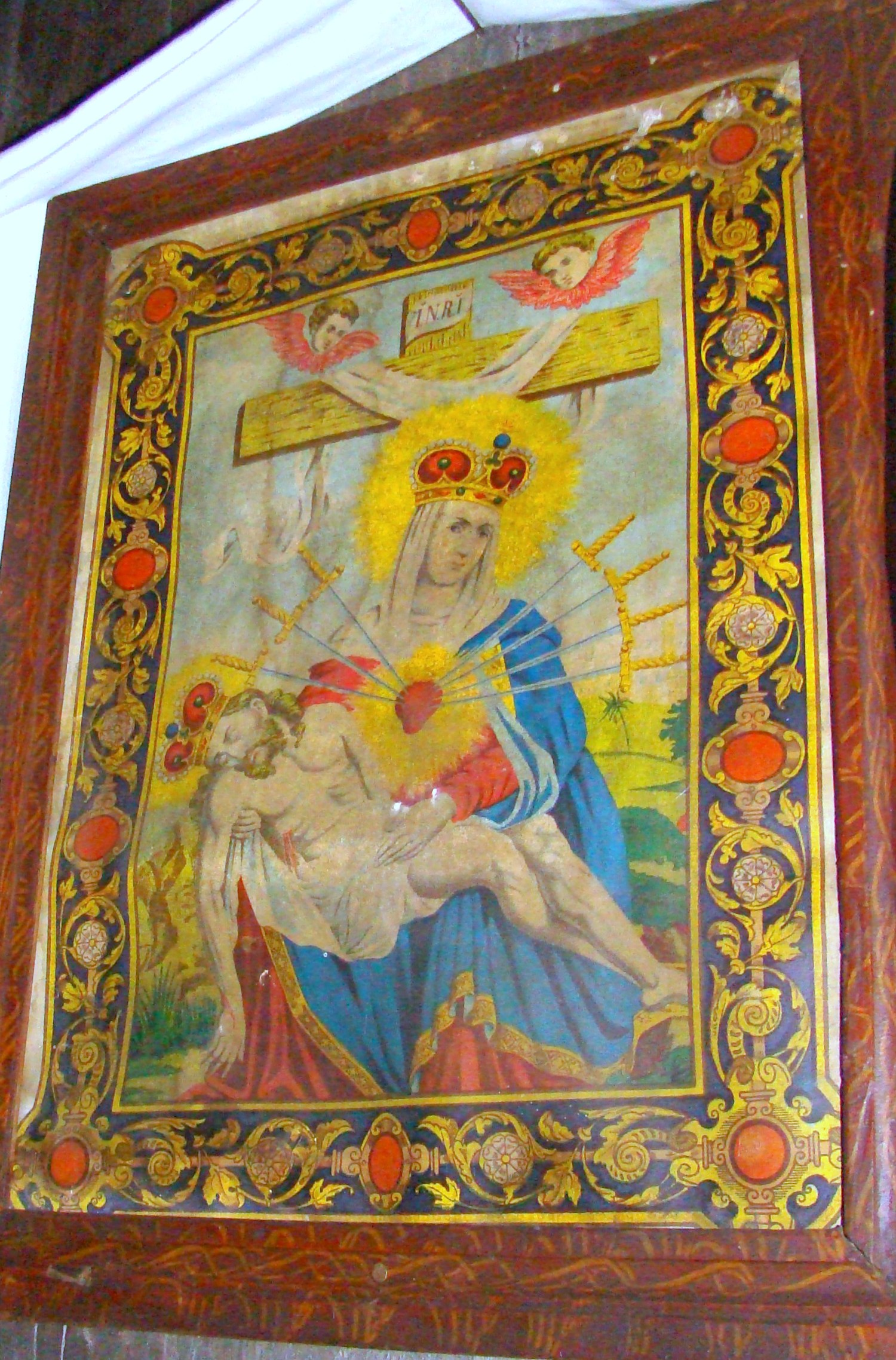
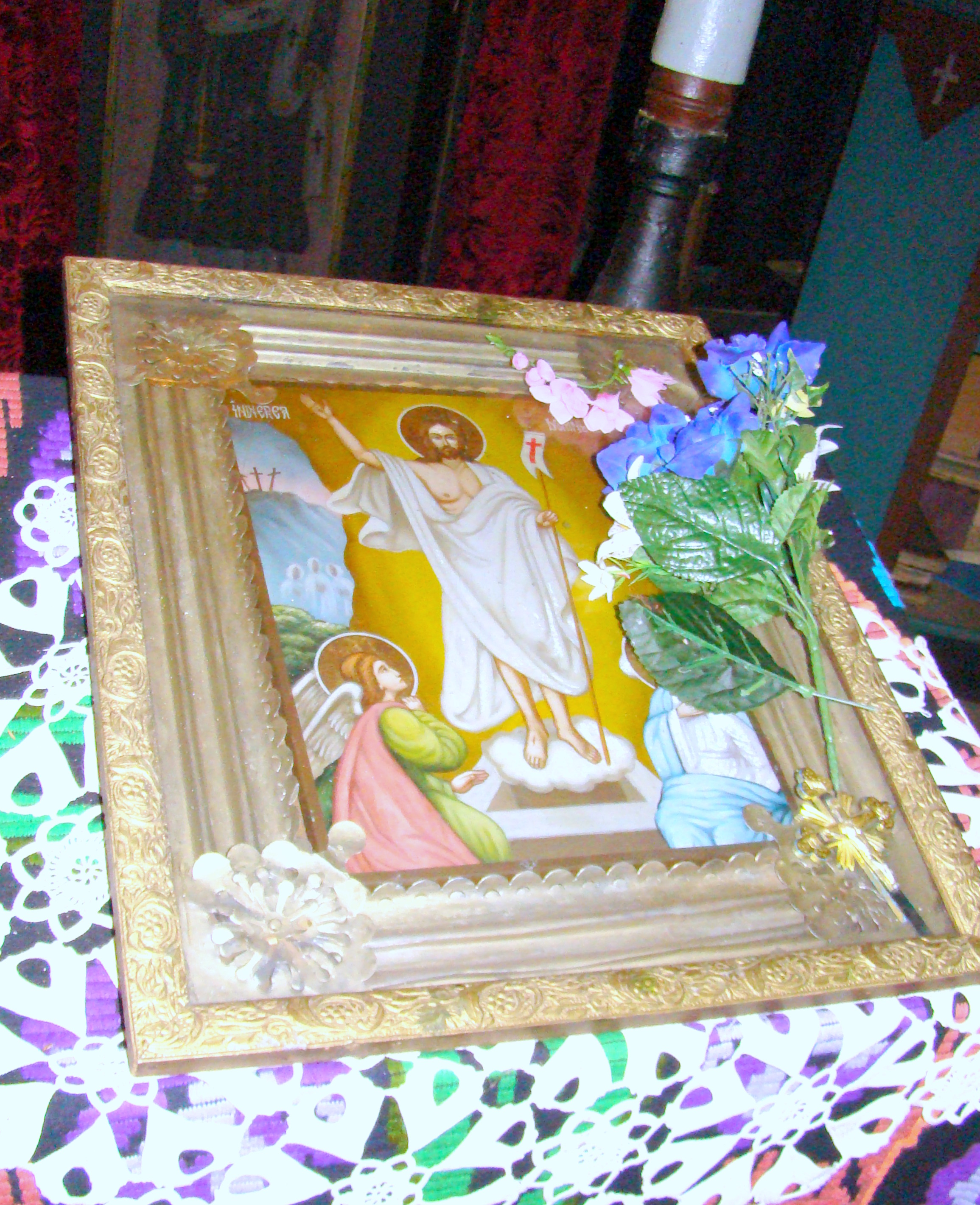
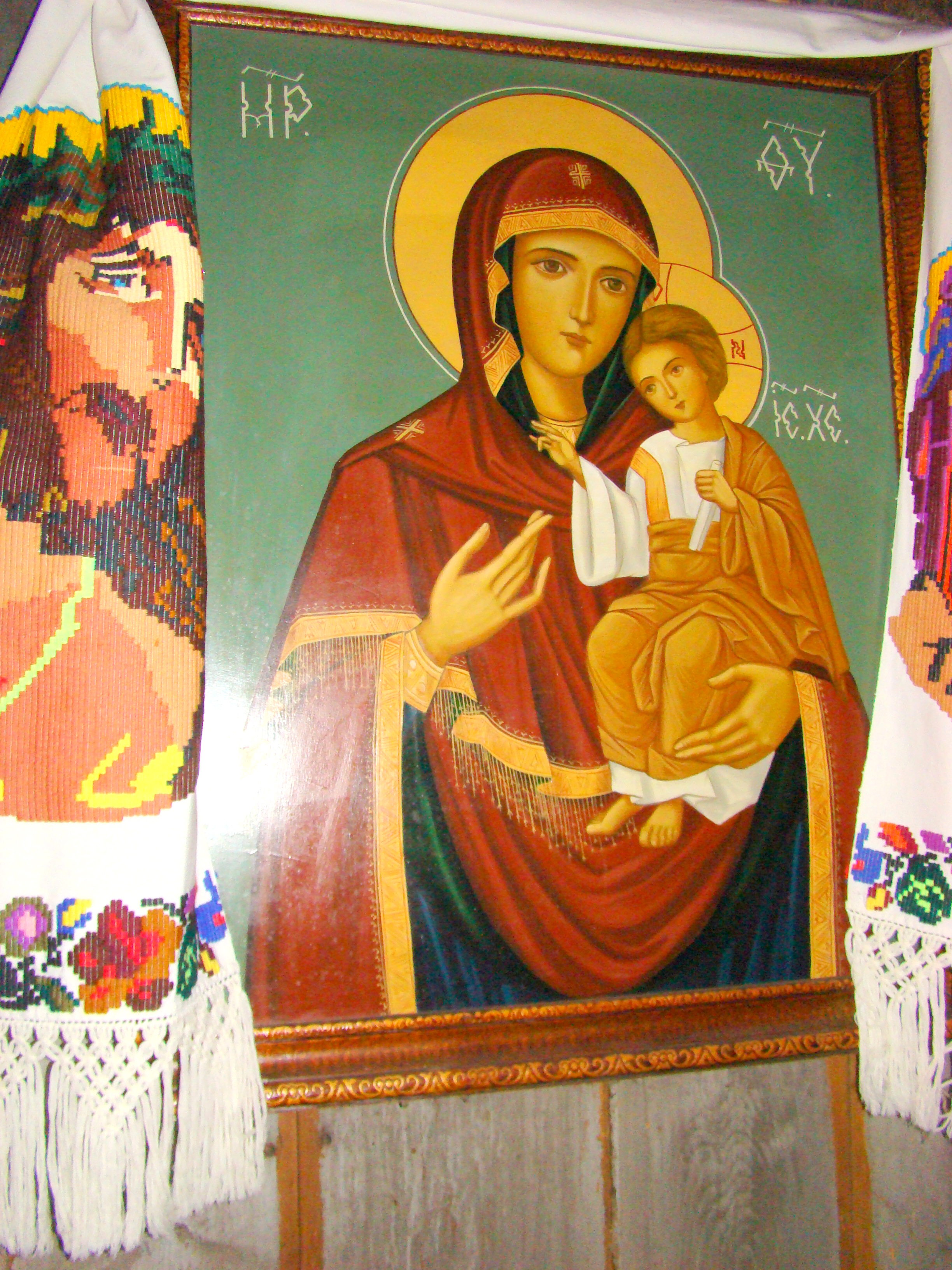
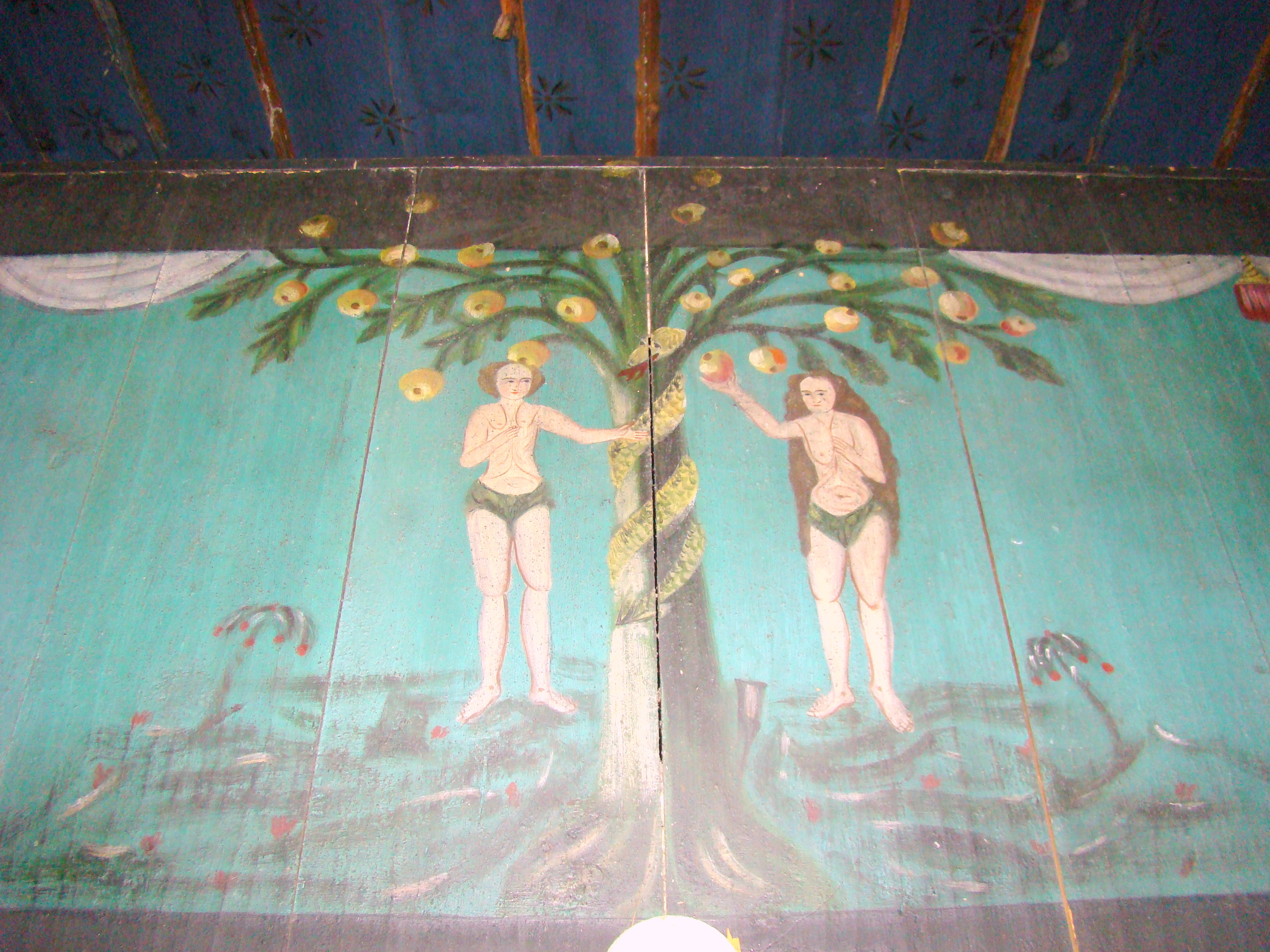
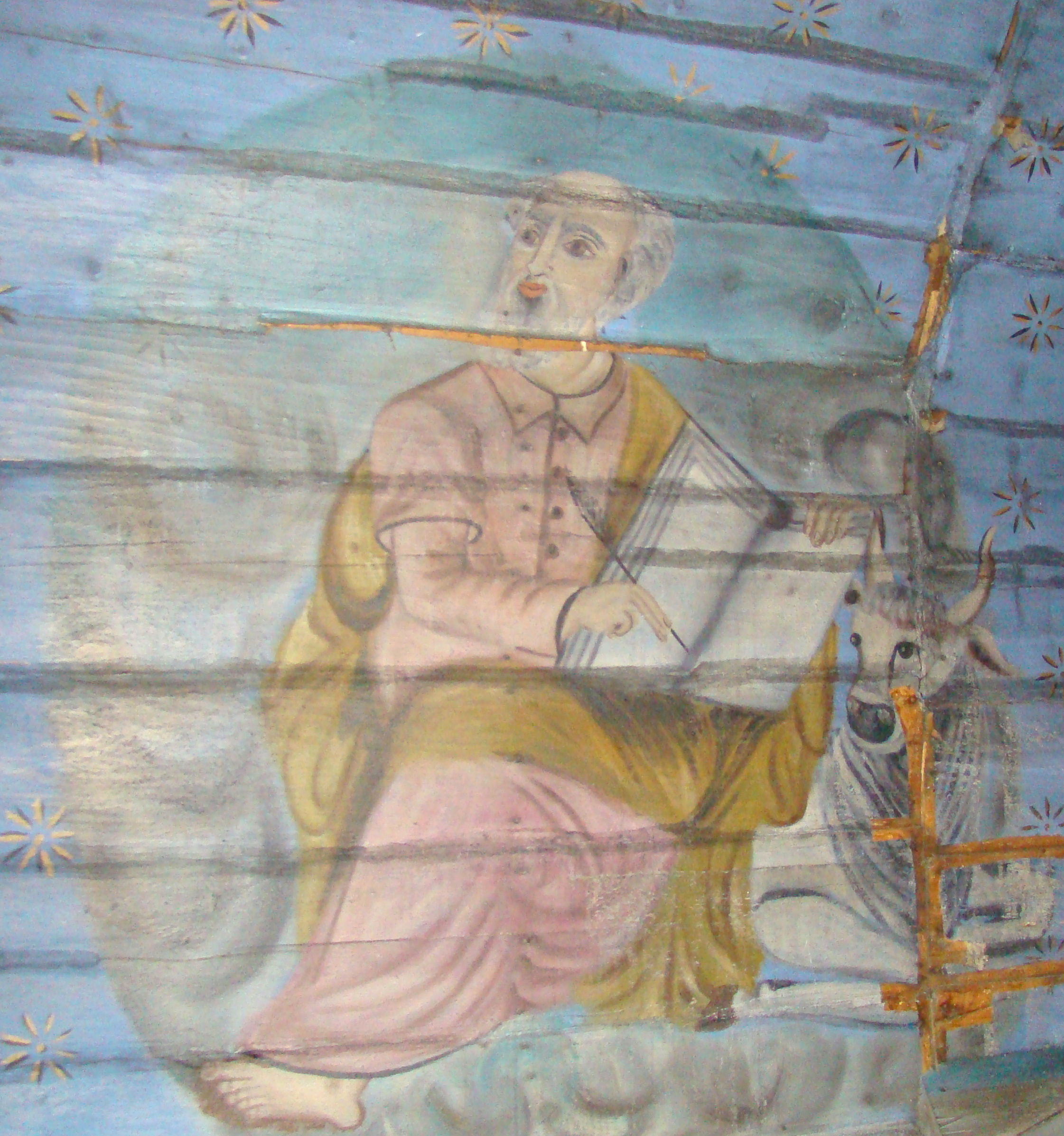
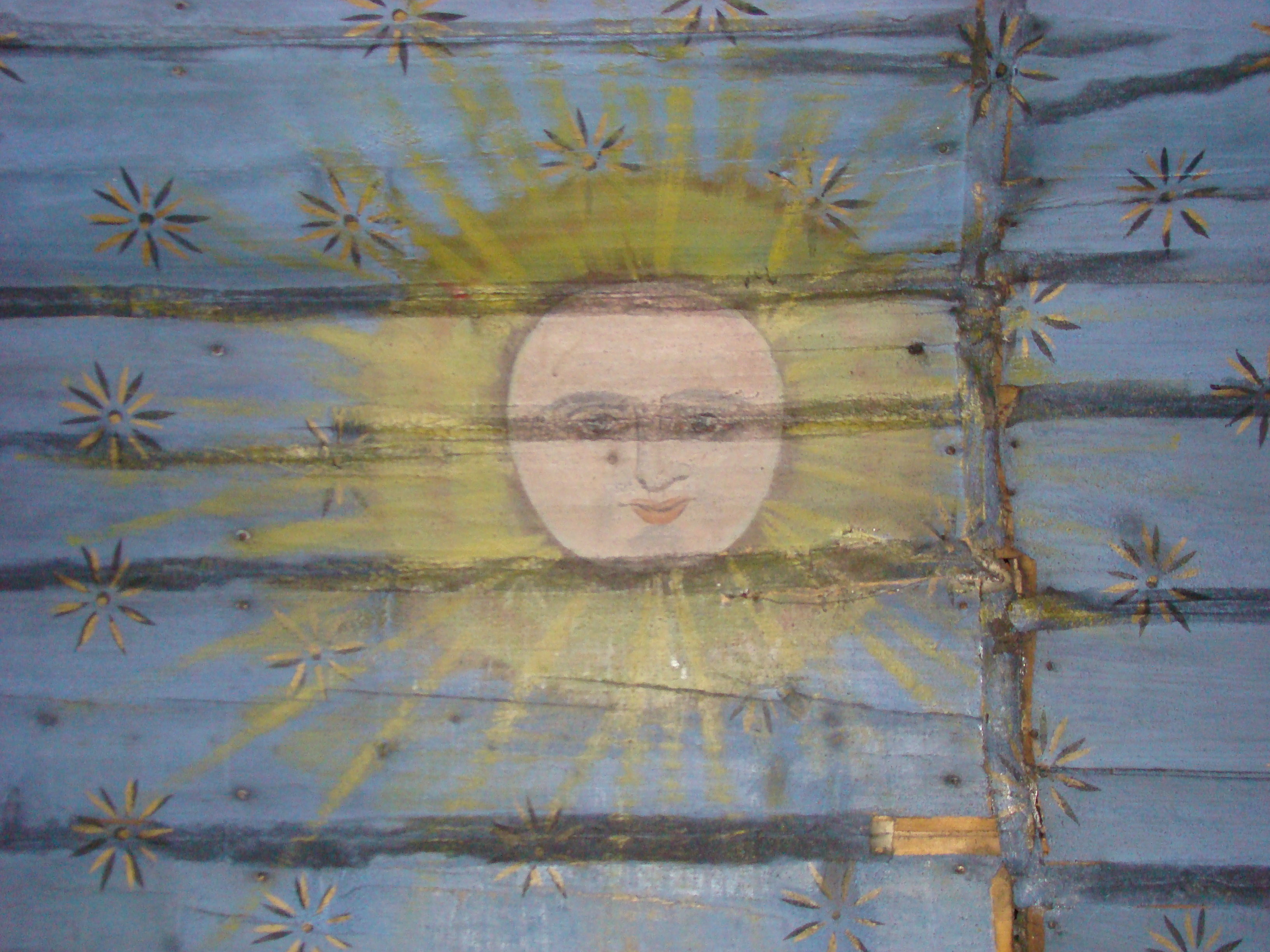
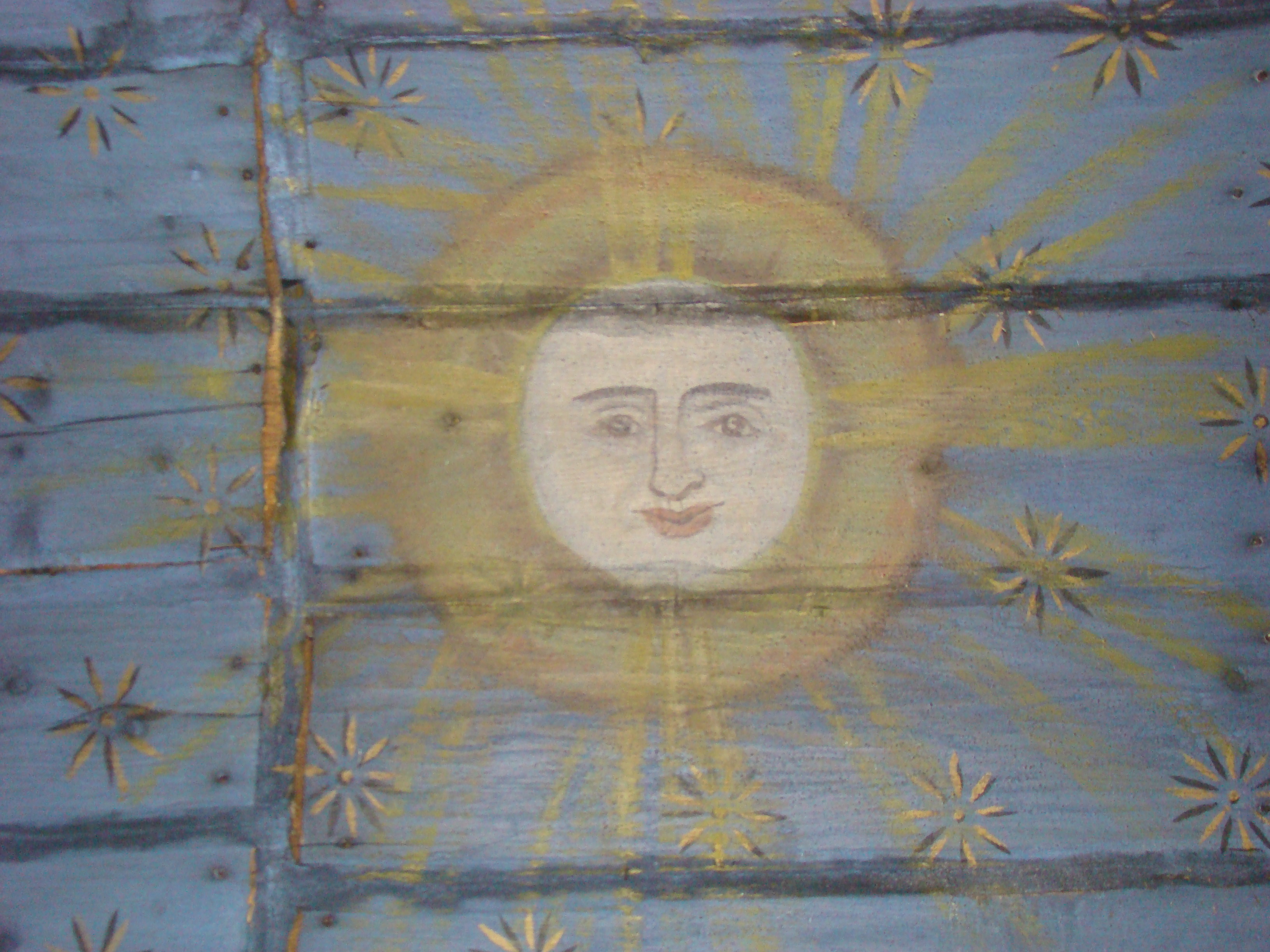
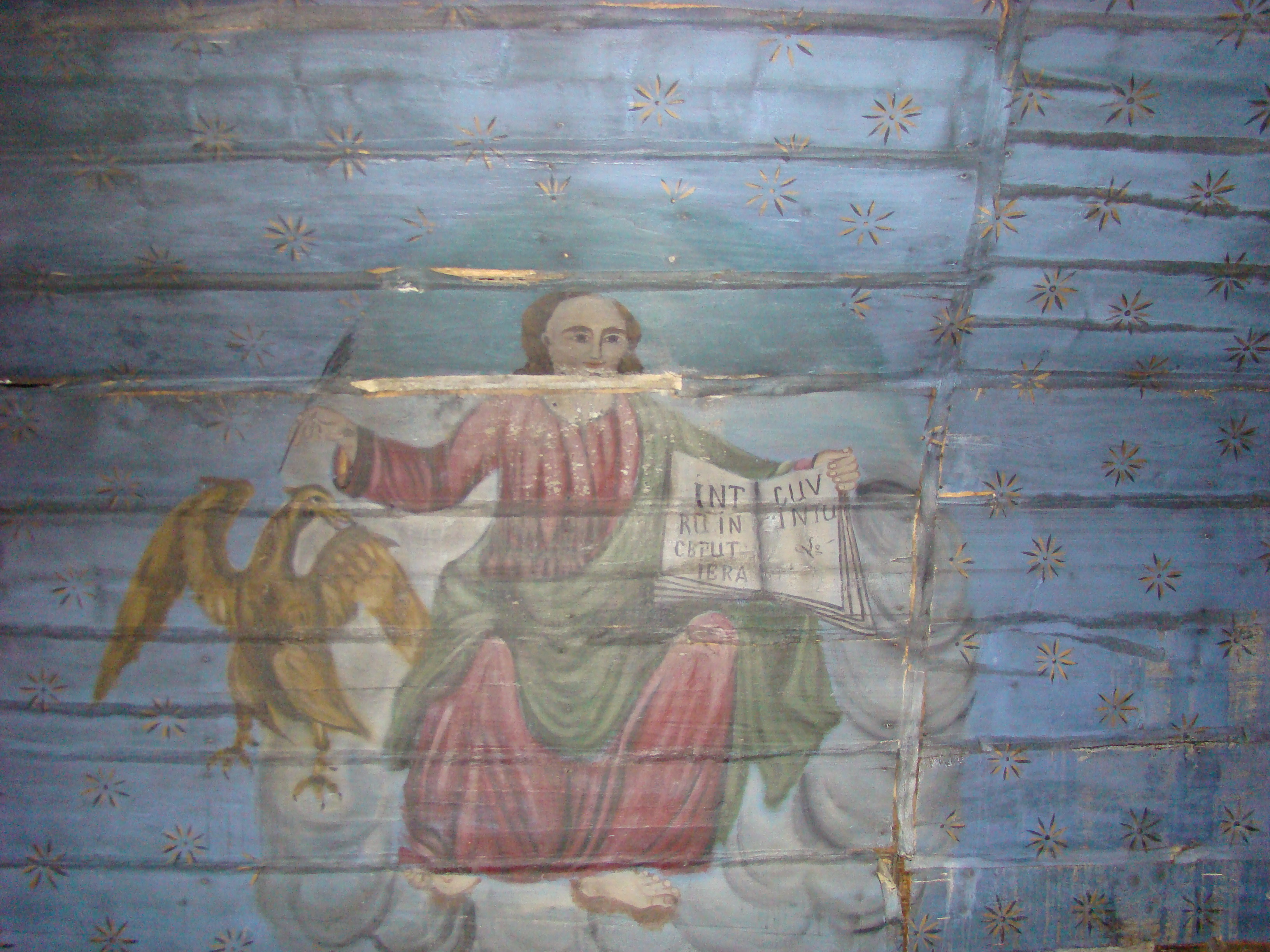
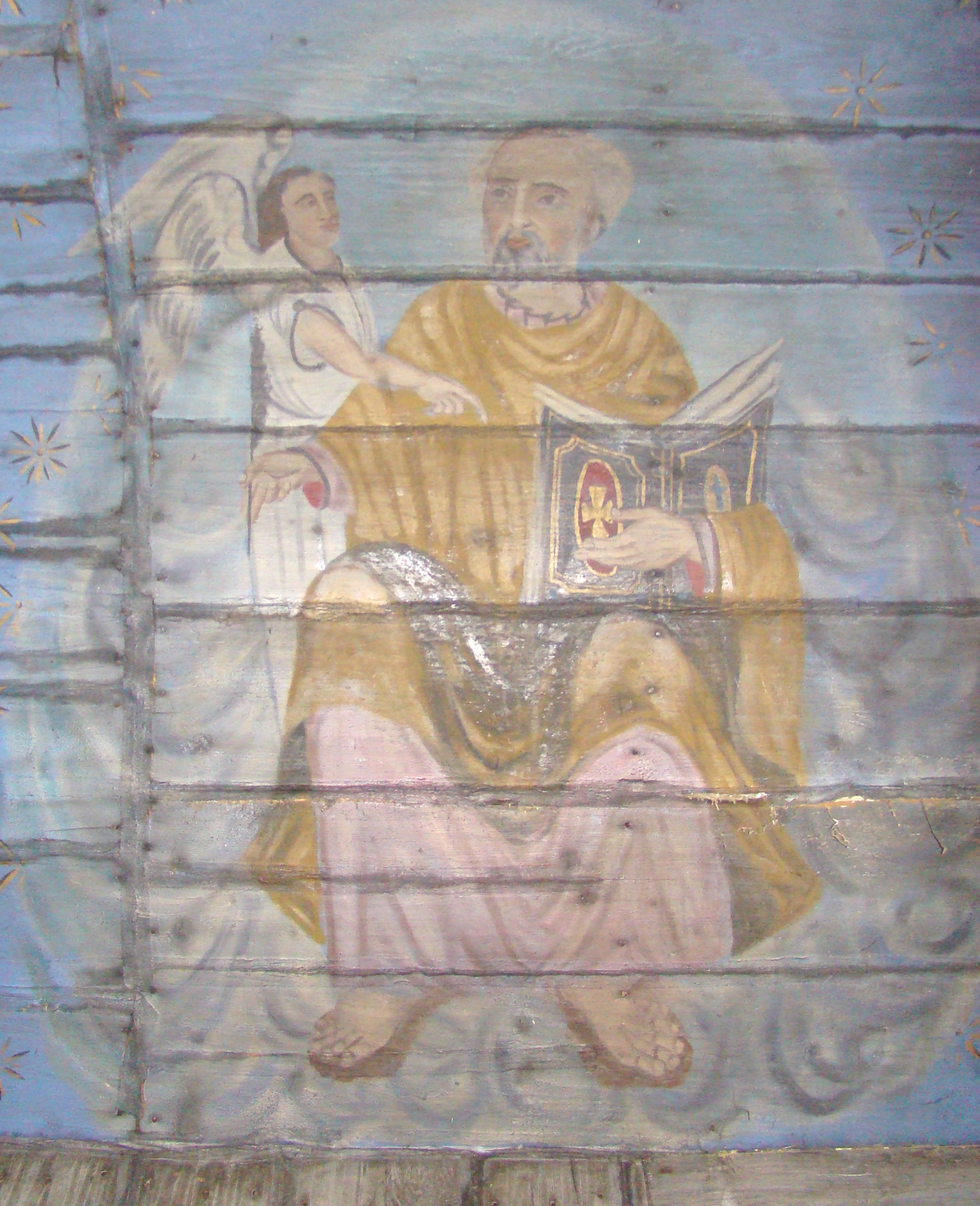
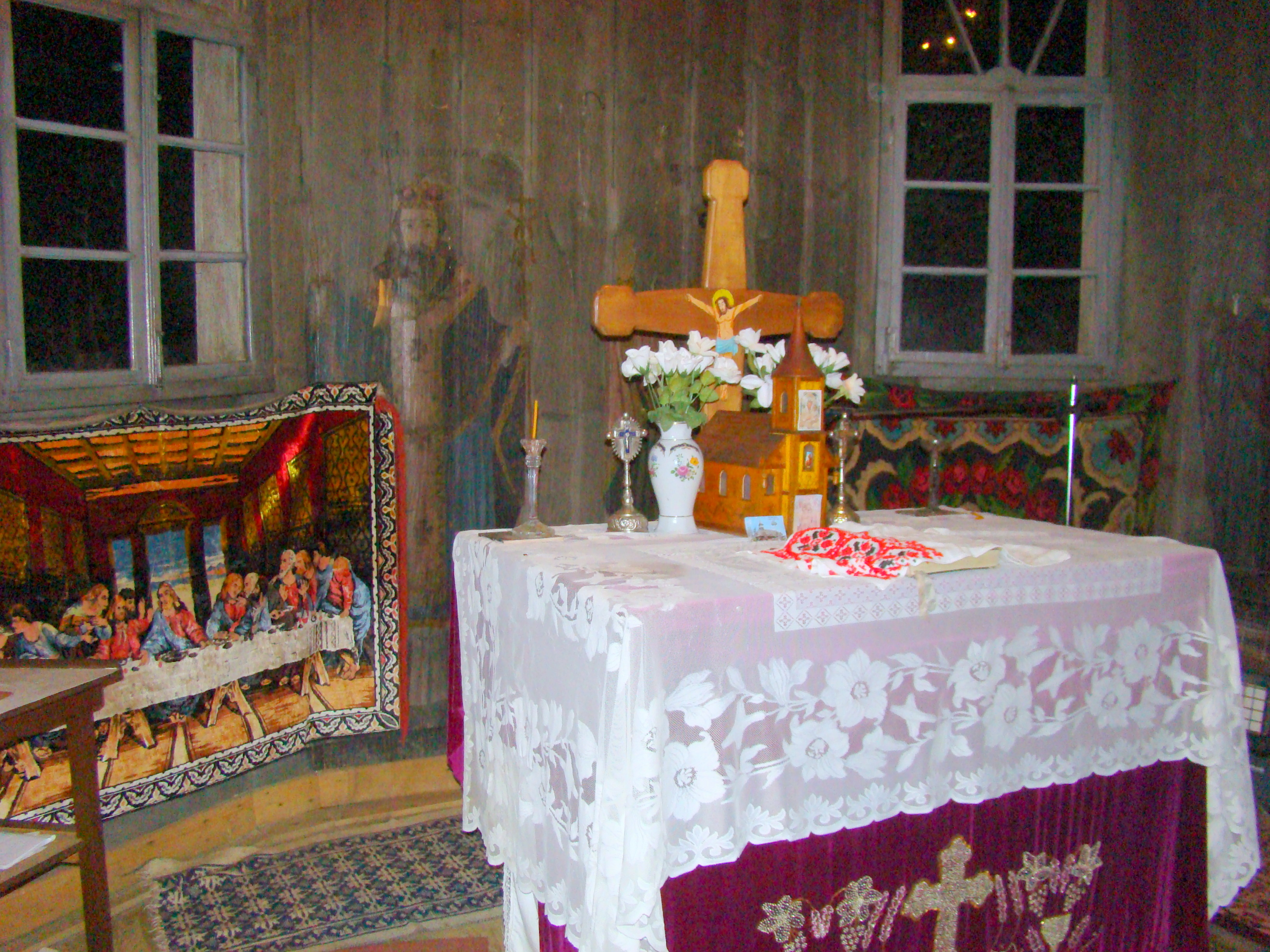
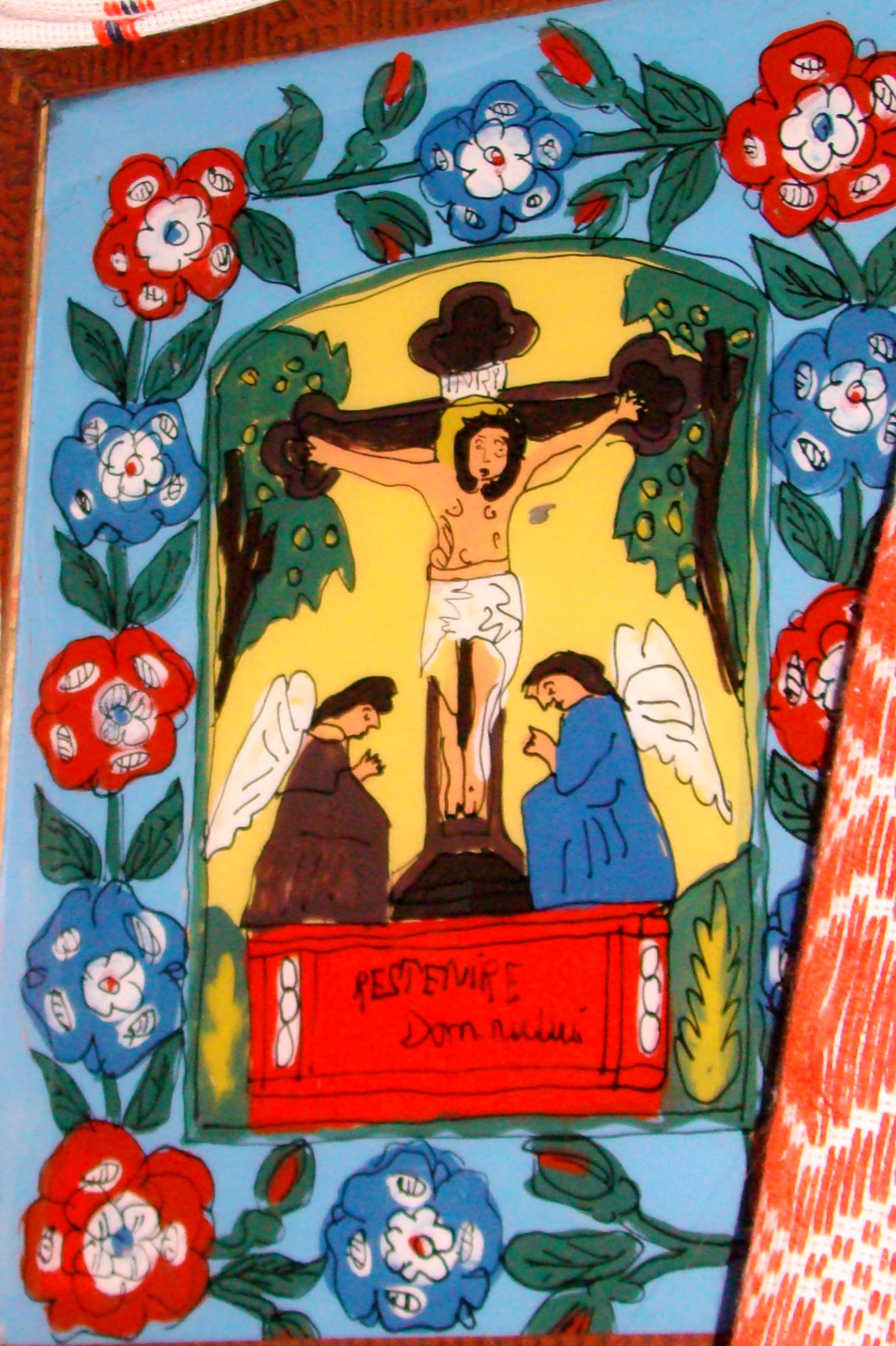
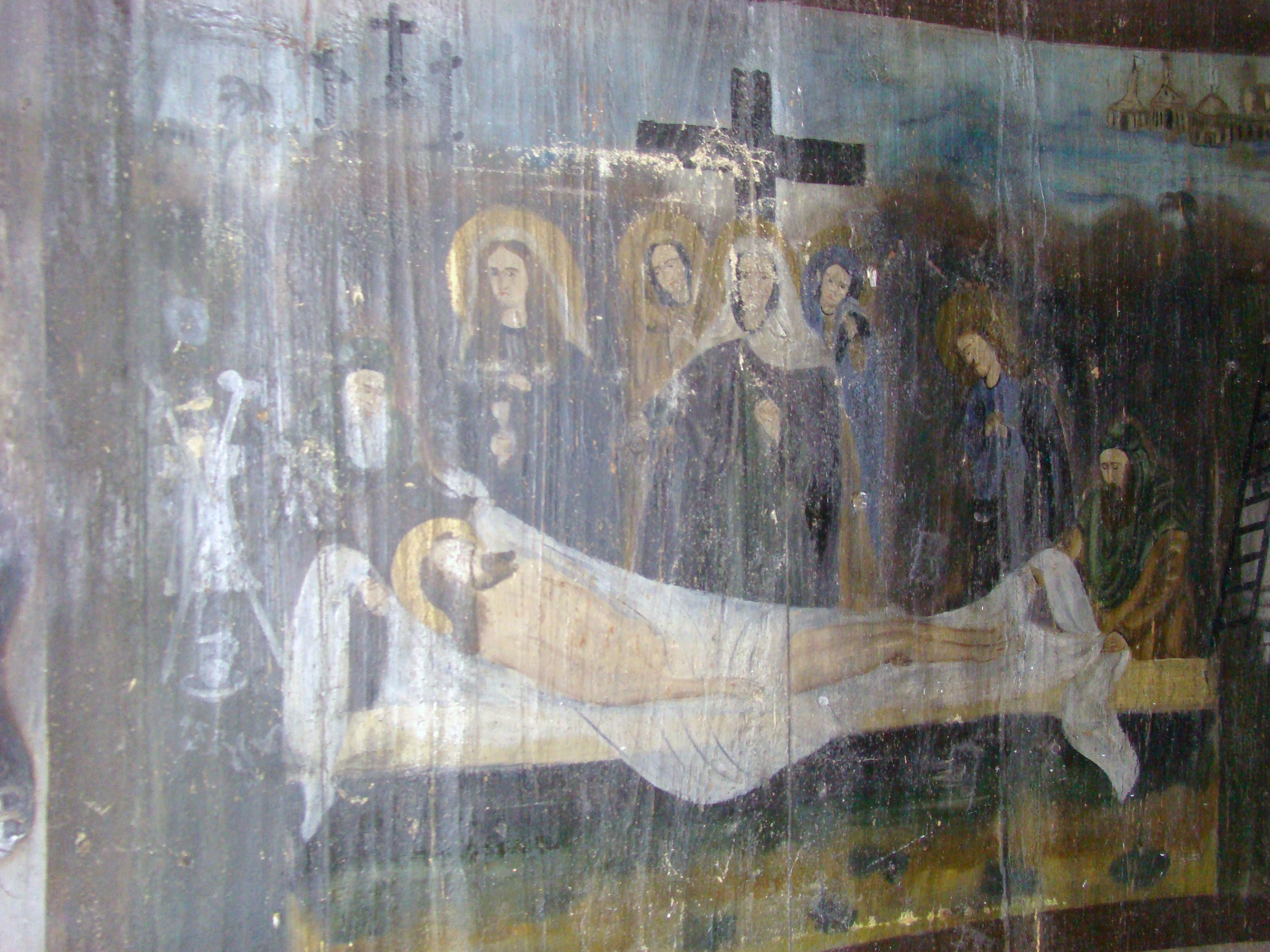
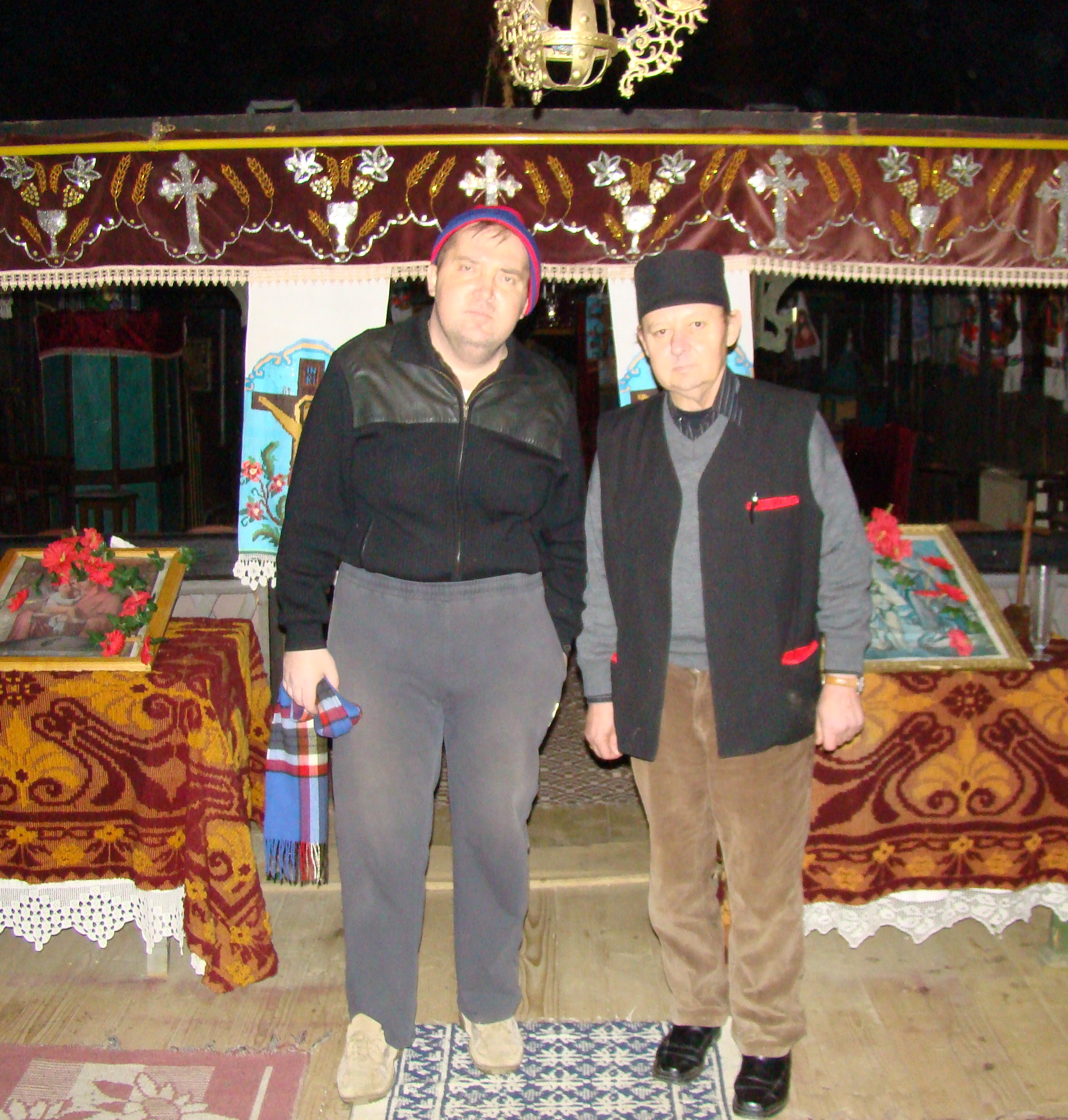

## Imagini din exterior, luminozitate f.redusă

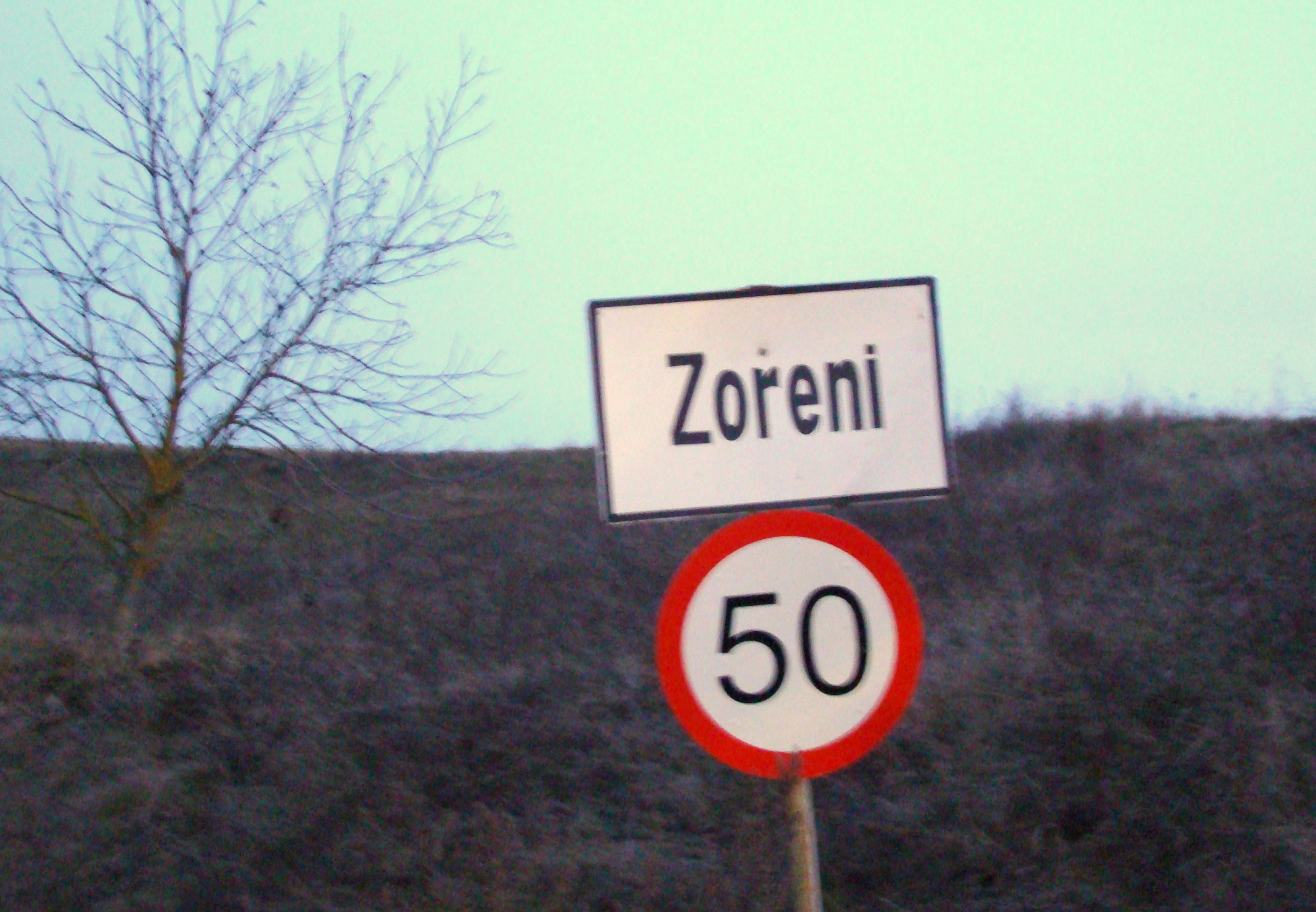
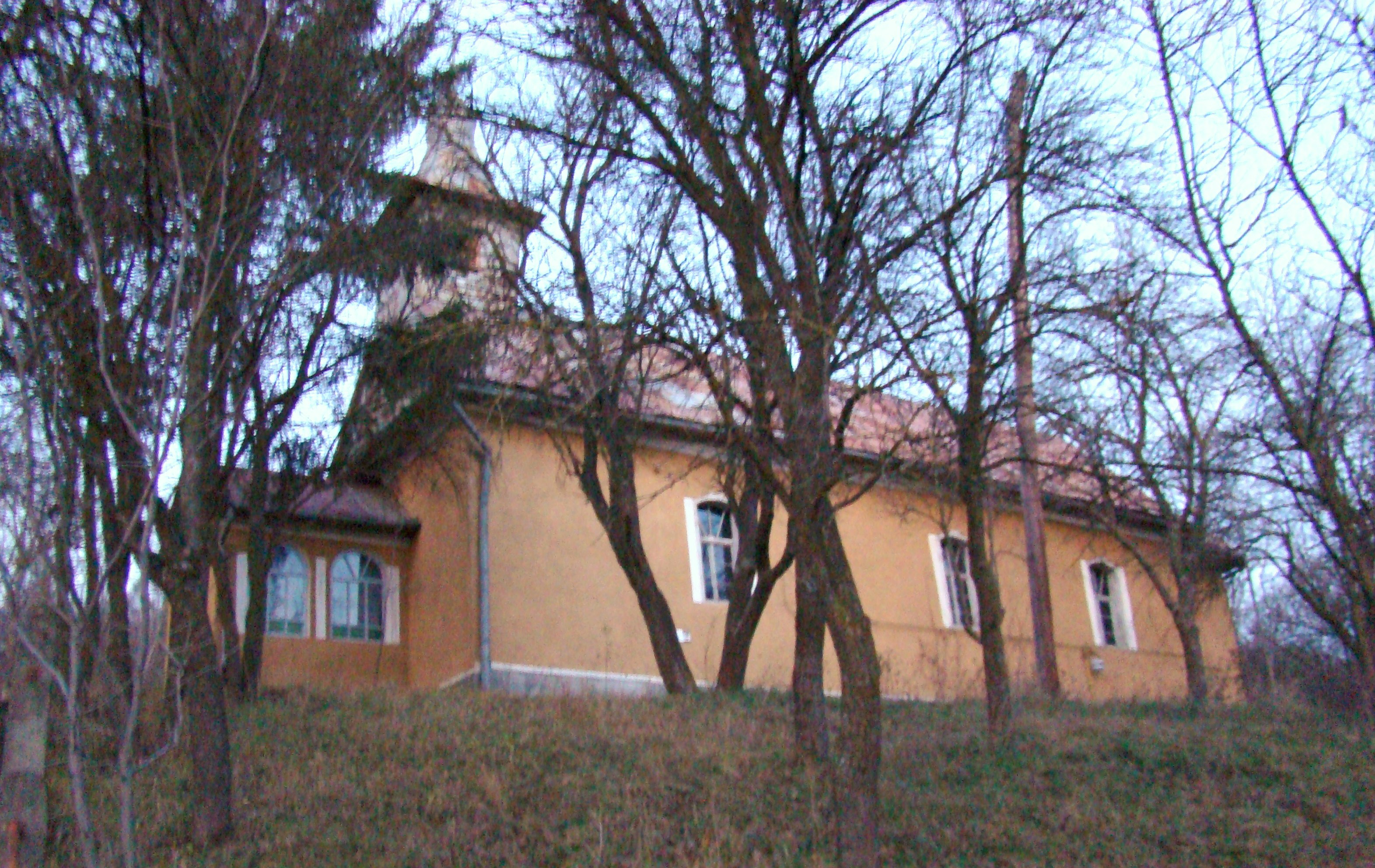
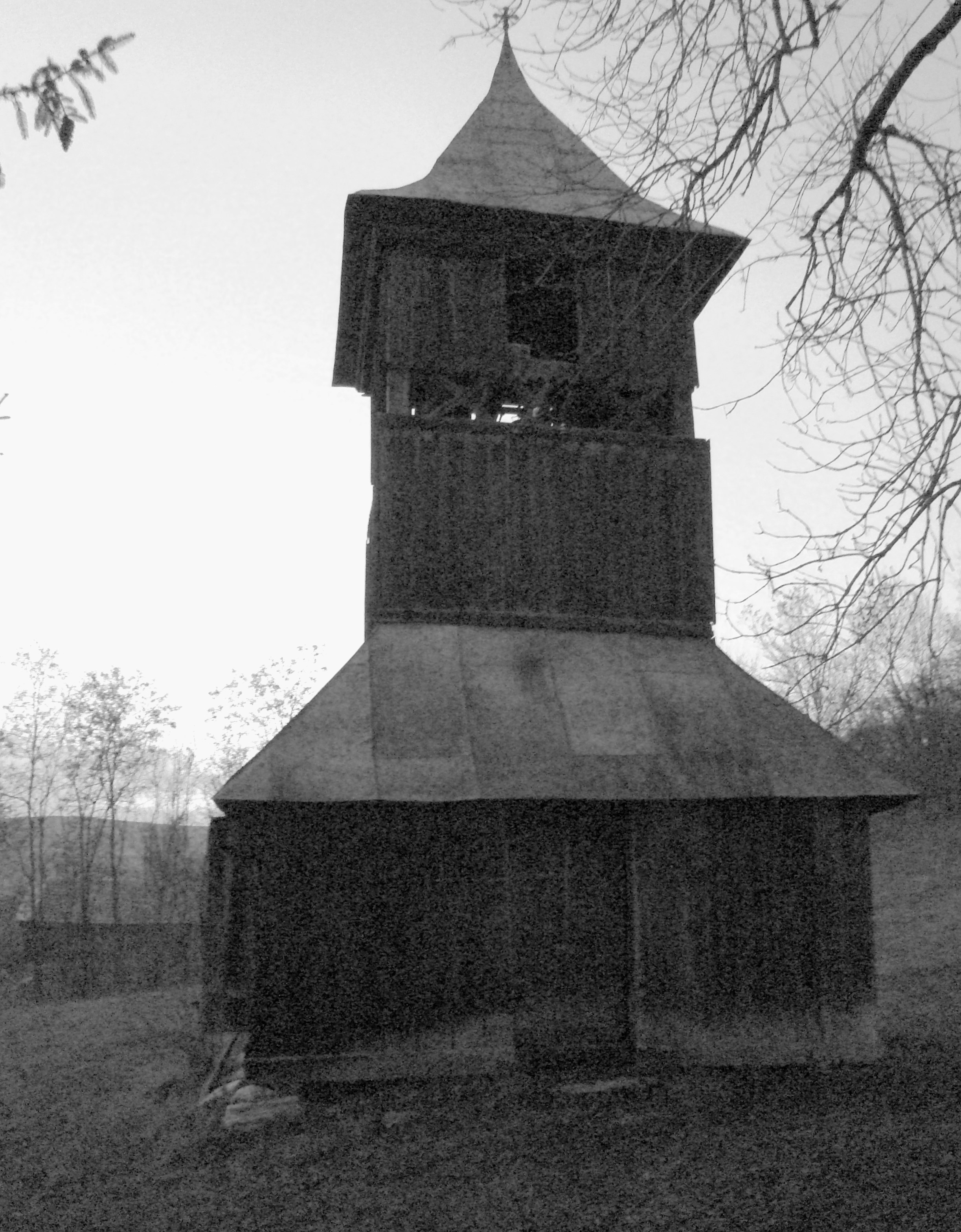
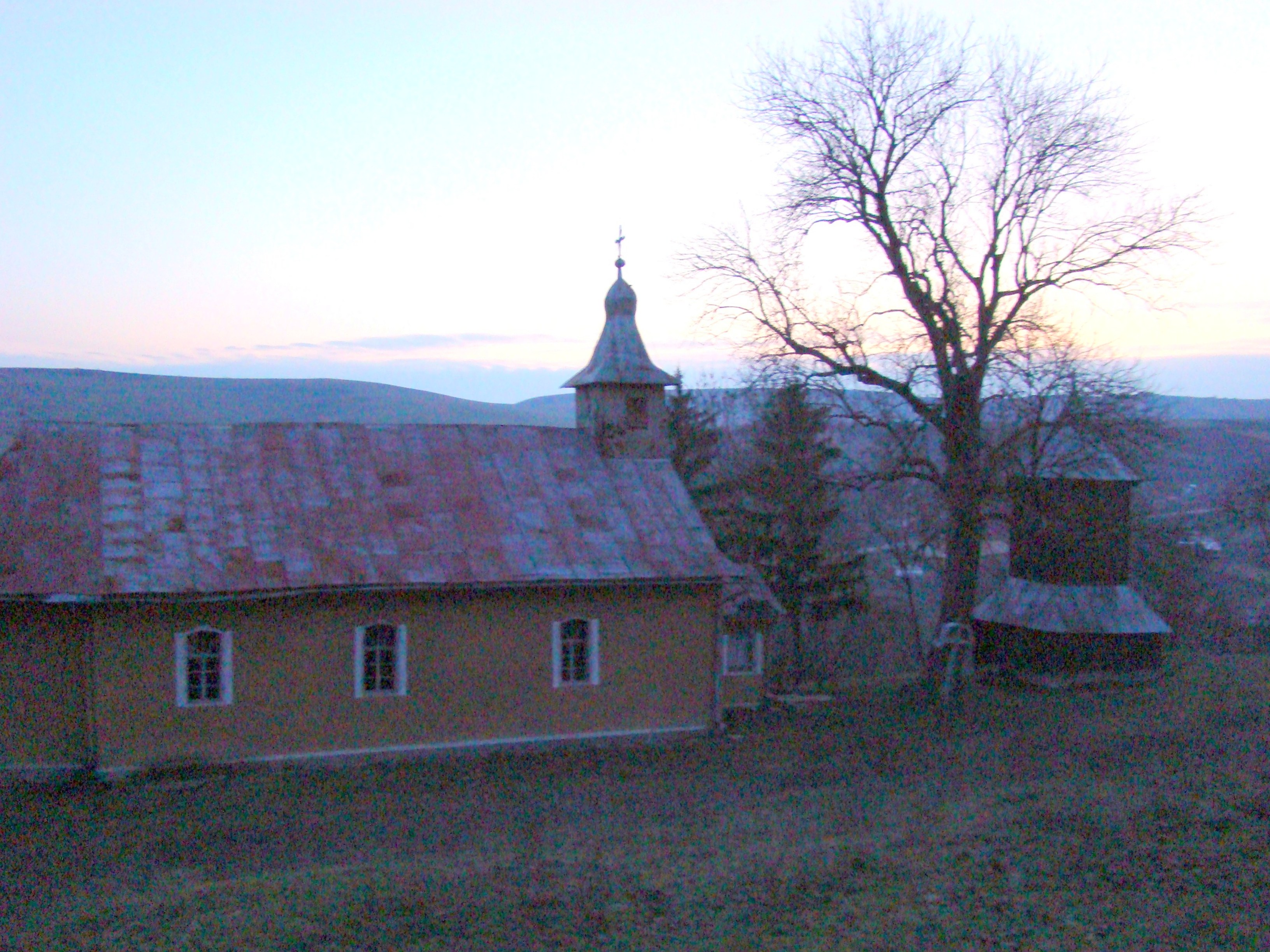
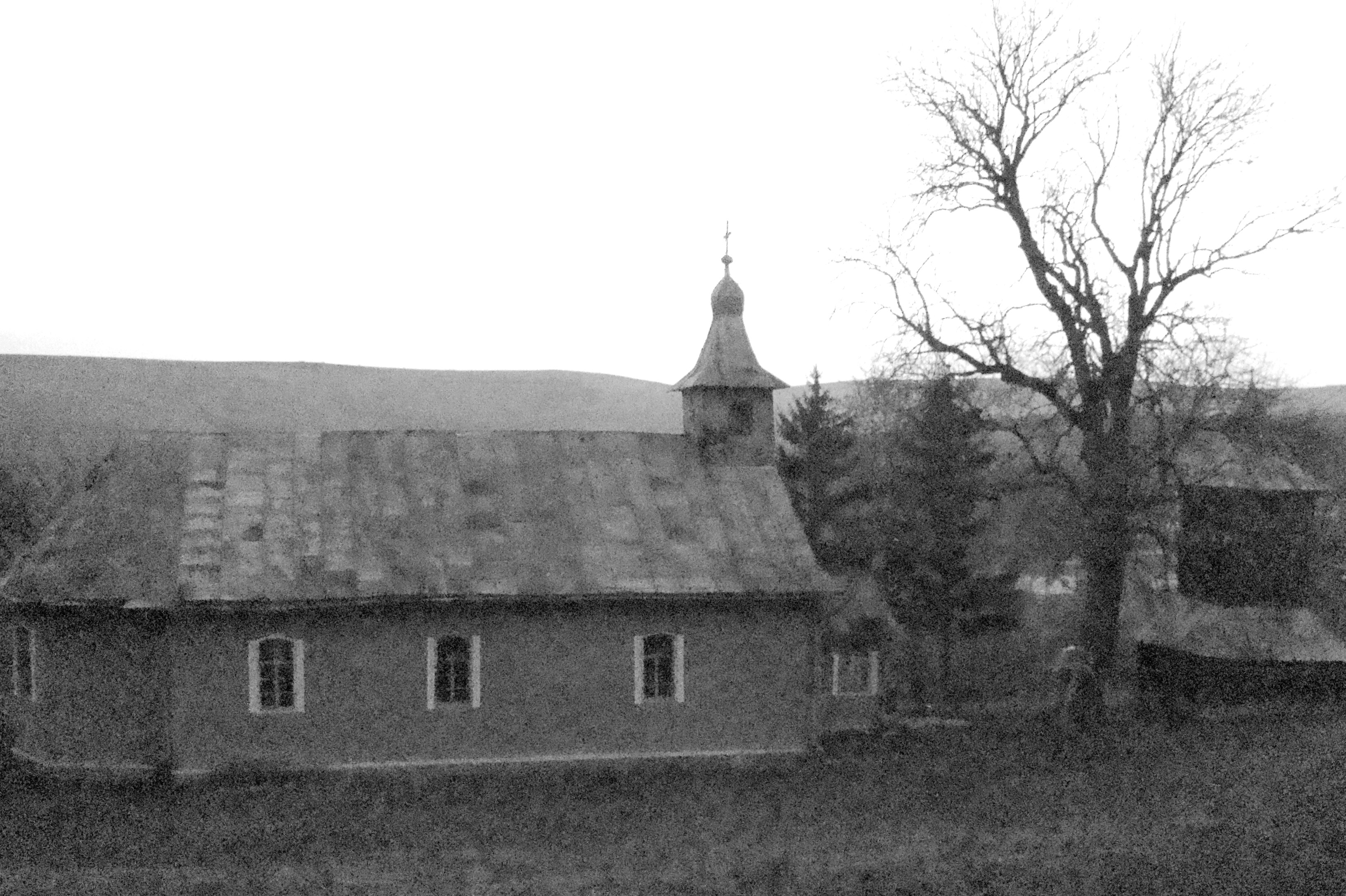
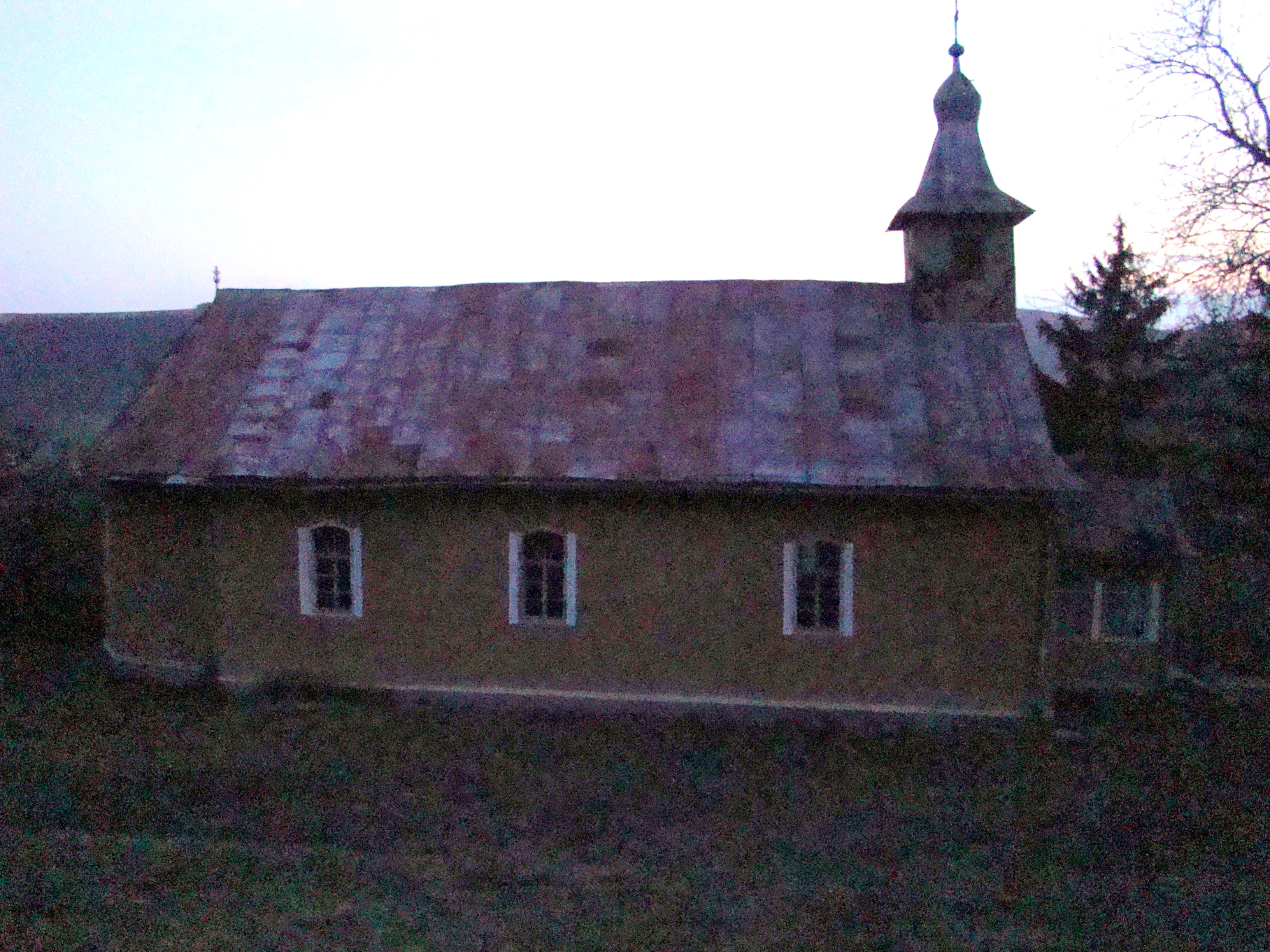
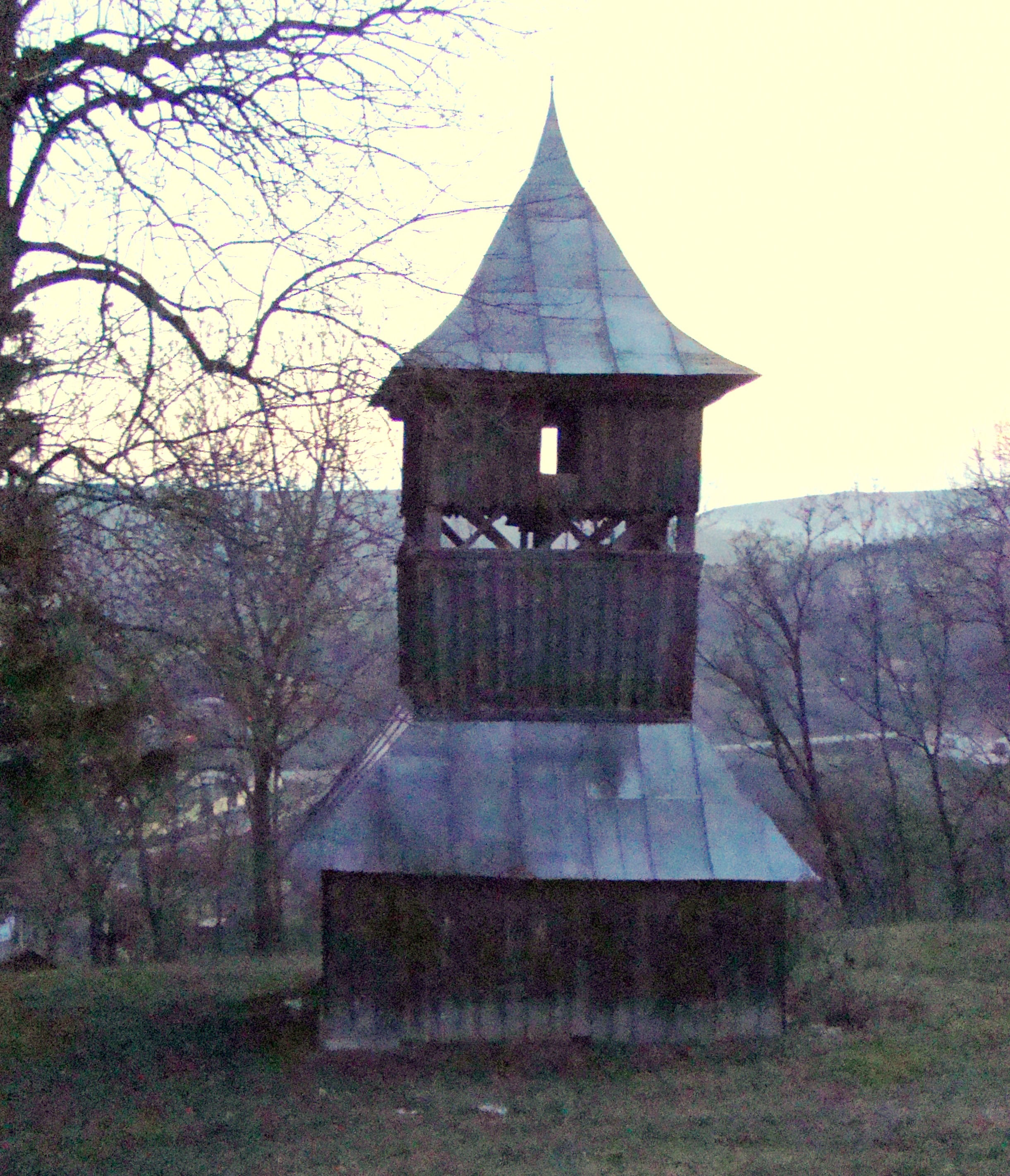
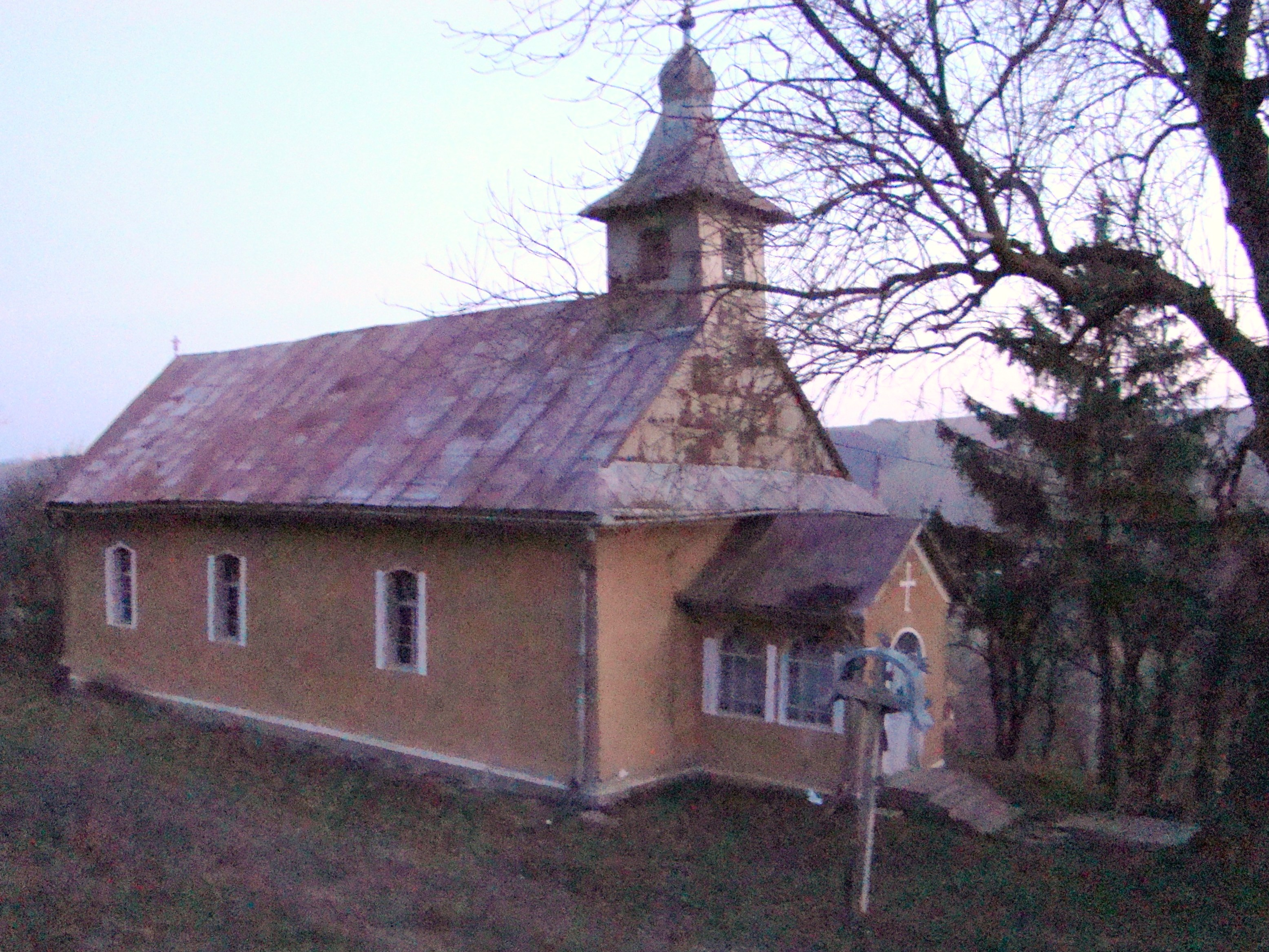
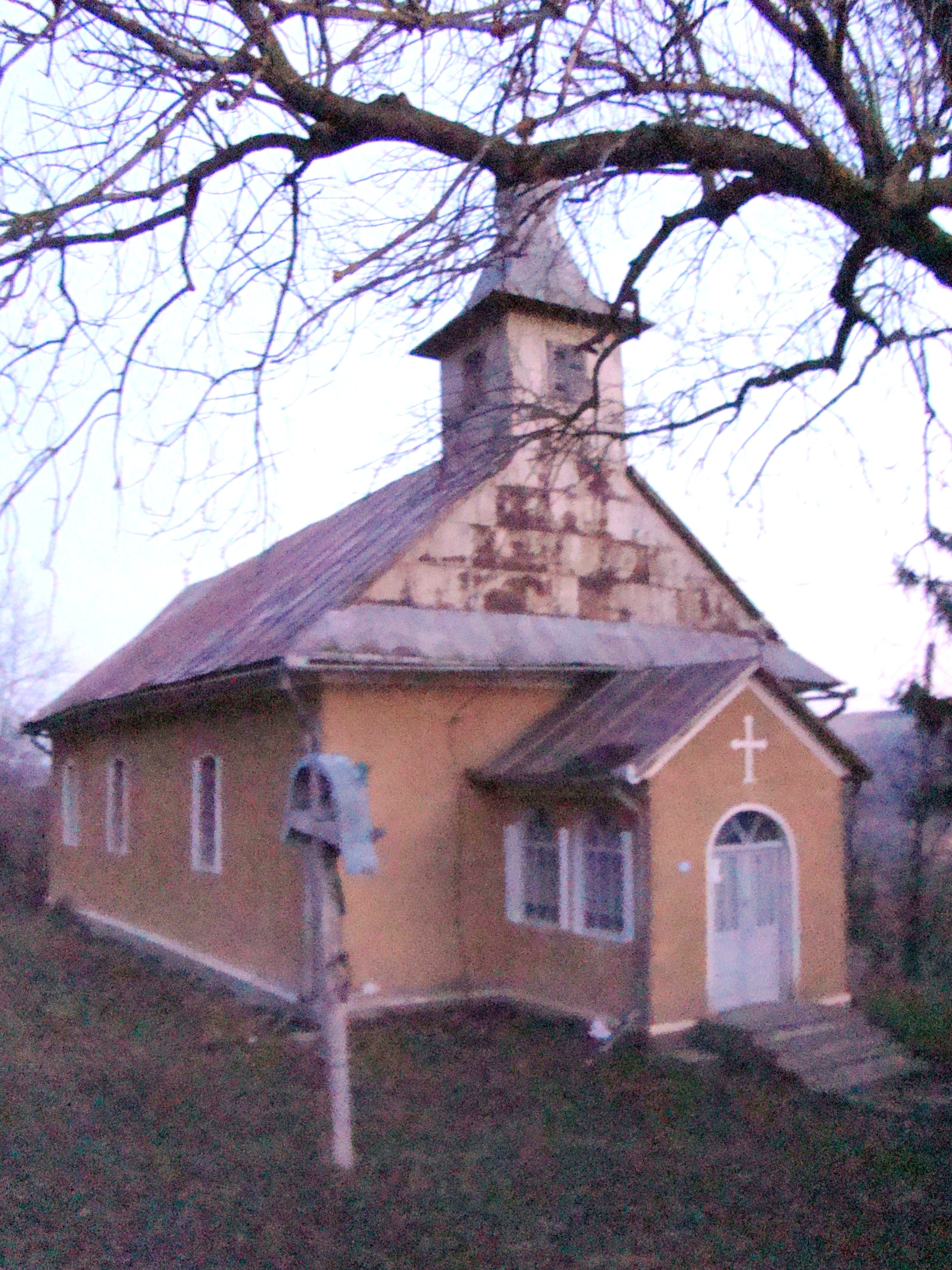
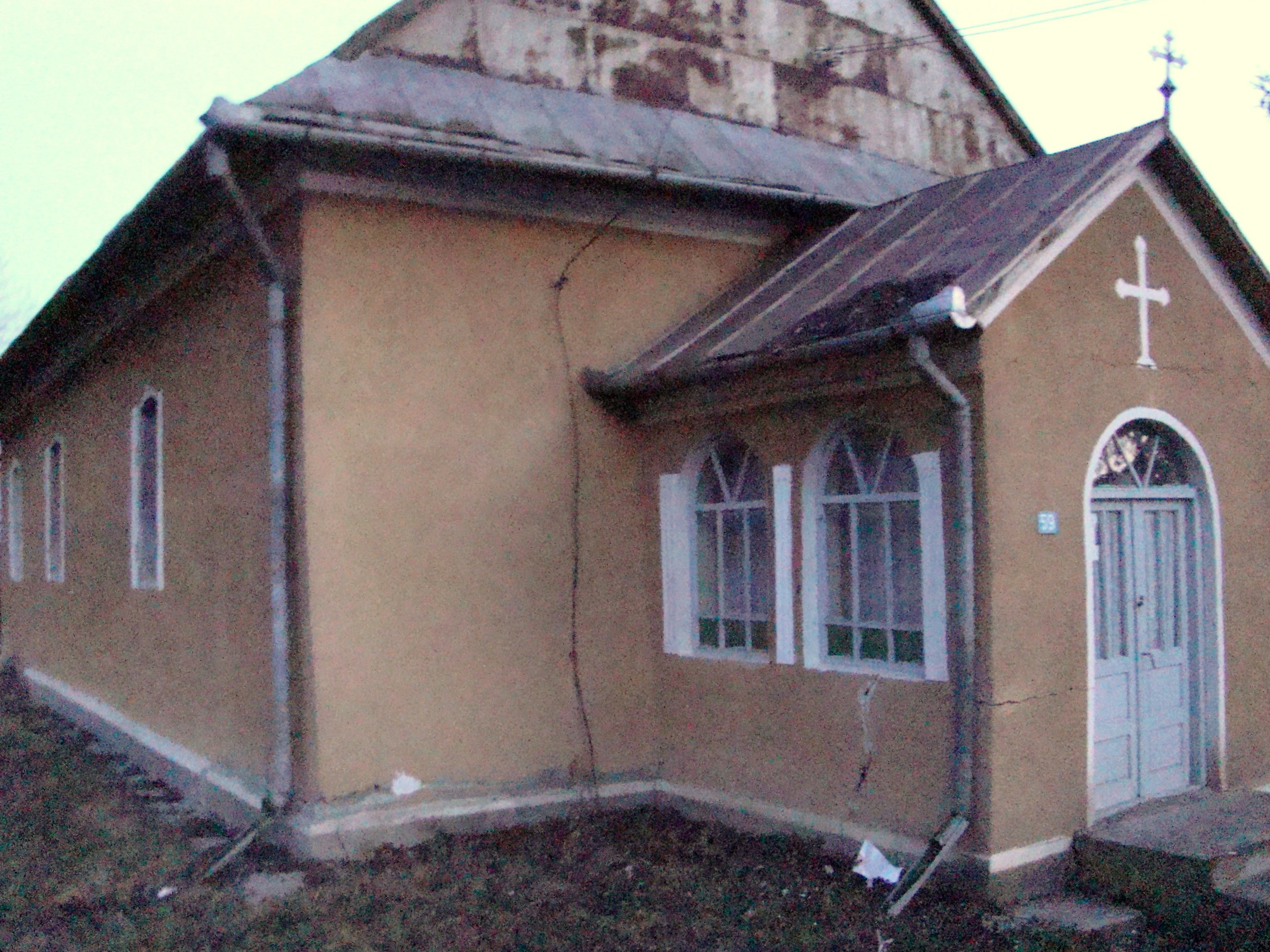
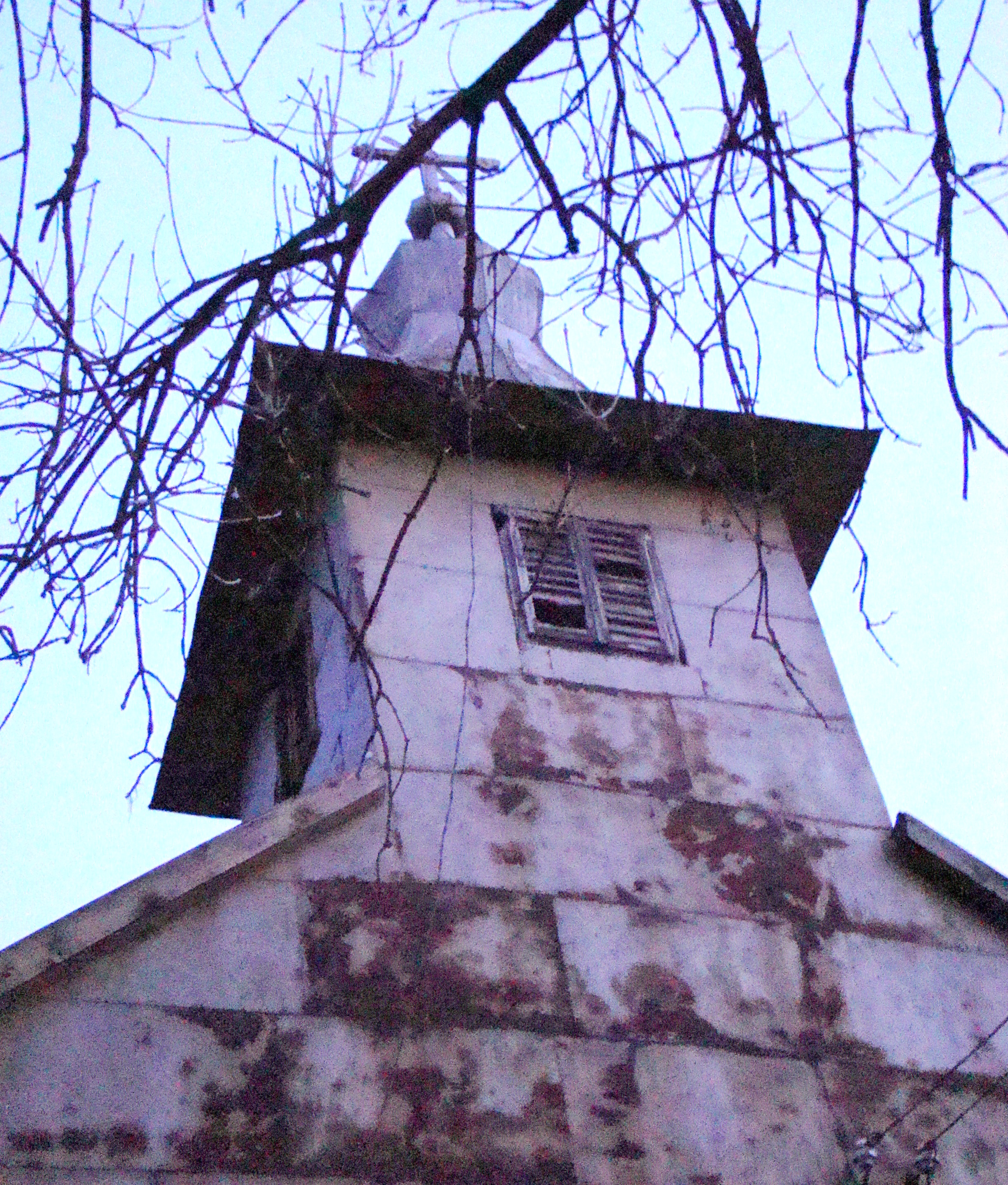
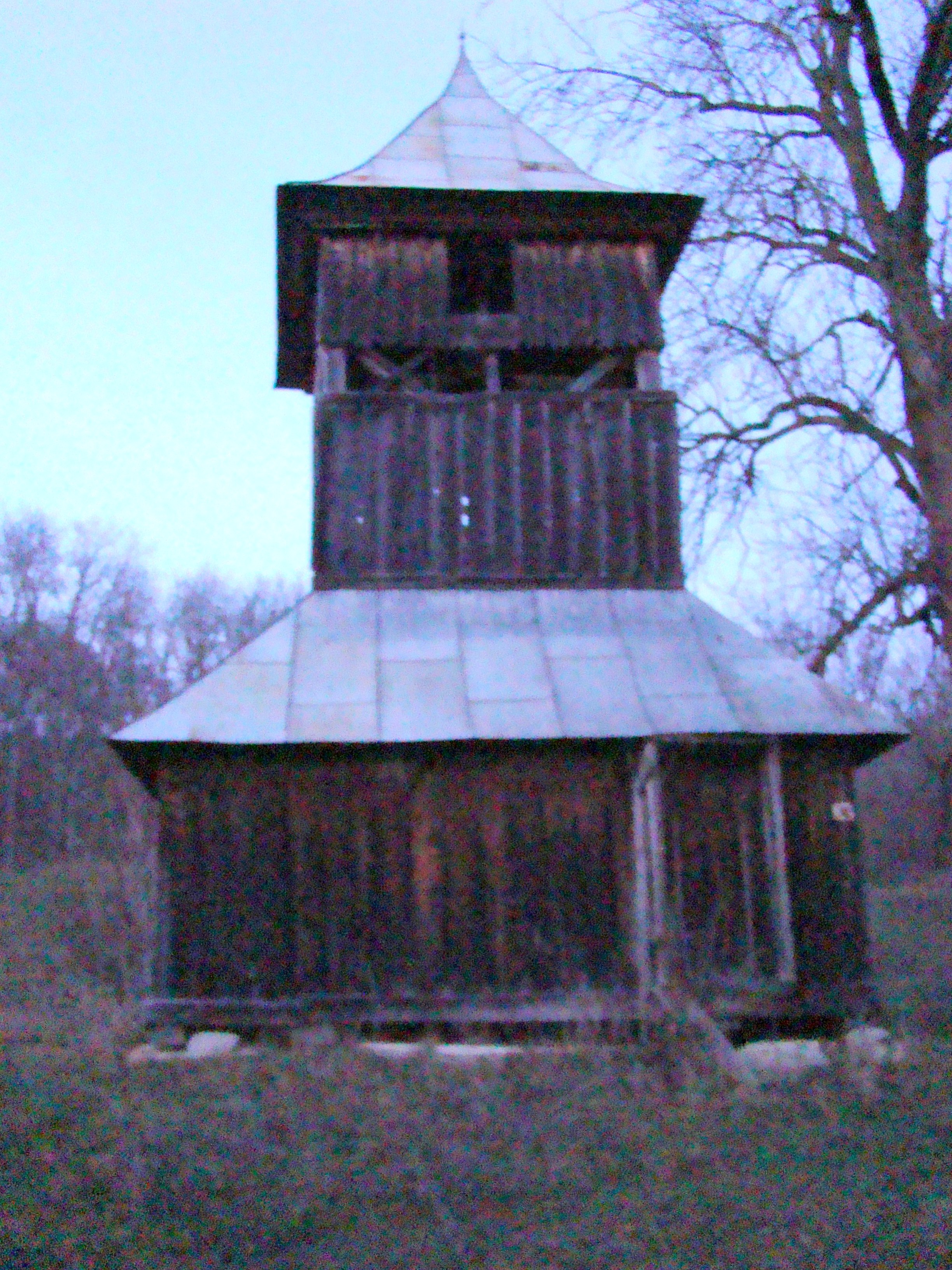
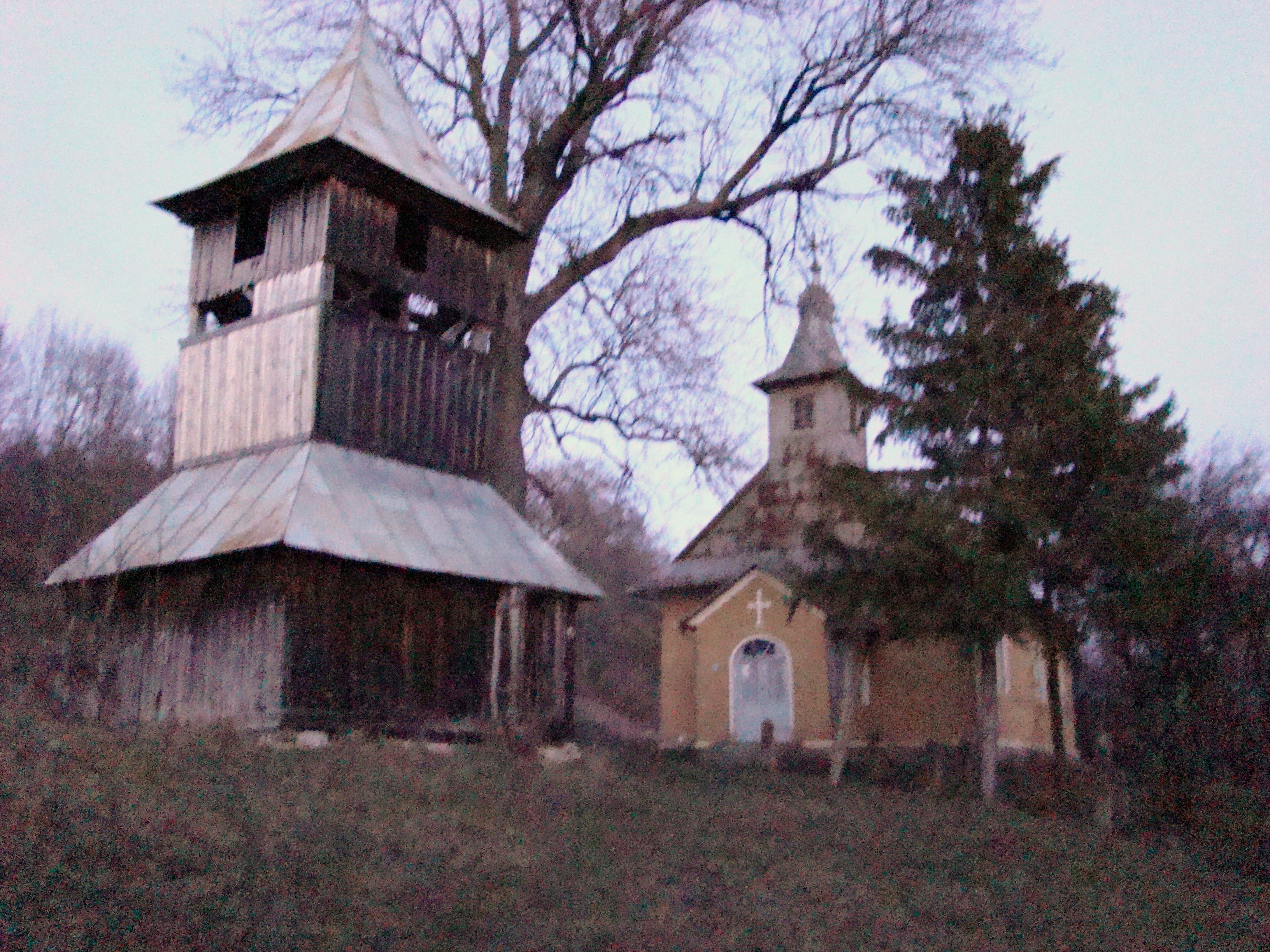
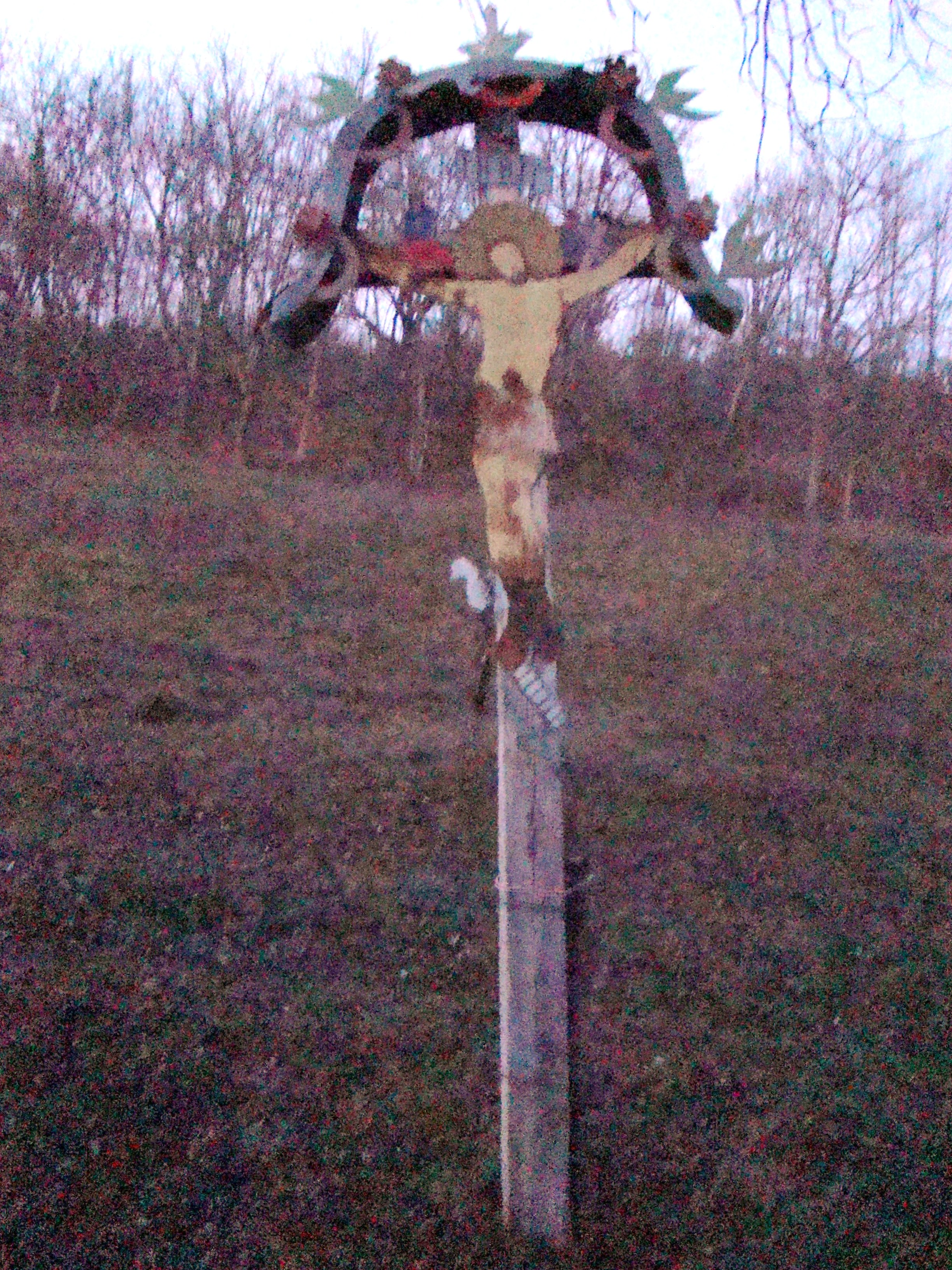